# Syrien
Syrien (arabisch سُورِيَا, DMG Sūriyā; amtlich Arabische Republik Syrien) ist ein Staat in Vorderasien und Teil des Maschrek. Syrien grenzt im Süden an Israel und Jordanien, im Westen an den Libanon und das Mittelmeer, im Norden an die Türkei und im Osten an den Irak. Mit rund 185.000 km² ist Syrien ungefähr halb so groß wie Deutschland. Aufgrund des Bürgerkrieges und dessen andauernder politisch-gesellschaftlicher Verwerfungen ist Syrien heute als zusammengehöriges, souveränes Staatsgebilde allerdings nicht mehr existent.
Es leben mehr als 22 Millionen Menschen im Land, überwiegend sunnitische Muslime, daneben aber auch eine Vielzahl an religiösen Minderheiten wie Alawiten, Drusen und Christen. Vor Ausbruch des Bürgerkriegs waren die bevölkerungsreichsten Städte Aleppo, Damaskus, Homs, Hama und Latakia. Es gibt im Land acht staatliche und mehrere private Universitäten, darunter die deutsch-syrische Wadi International University. Wirtschaftlich sind für Syrien die Landwirtschaft, die Förderung und der Export von Erdöl sowie die Erzeugung von Textilien und Nahrungsmitteln bedeutend. Durch den Bürgerkrieg brach die Wirtschaftsleistung jedoch stark ein, die Syrische Lira unterlag zeitweise einer starken Inflation.
Die 63 v. Chr. begründete römische Provinz Syria war reich und bedeutend, nach Beginn der Islamisierung ab 634 wechselte das Gebiet zwischen Herrschaftsansprüchen. Die Syrische Republik wurde erstmals im Jahr 1930 gegründet und im Jahr 1946 unabhängig. Nach einem Staatsstreich 1963 regierte die arabisch-sozialistische Baath-Partei das Land diktatorisch und totalitär, ab 1971 jeweils mit einem Mitglied der Familie al-Assad an der Spitze. Unter deren Herrschaft kam es zu vielfältigen Verletzungen der Menschenrechte in Syrien, die international verurteilt wurden. Ab 2003 war Syrien der letzte verbliebene Baath-Staat, da die andere Regierung im Irak von einer US-geführten Koalition militärisch durch eine Invasion gestürzt worden war. Anders als andere arabische Diktaturen (etwa im Irak und in Libyen), die ursprünglich eine ambivalente Beziehung mit dem Westen hatten, hatte das Regime in Syrien bereits im Kalten Krieg die politische Nähe zu wichtigen und mächtigen Verbündeten gesucht, besonders zu Russland, Iran, China und Nordkorea, die seine Macht politisch und militärisch erhielten und garantierten. Im Dezember 2024 wurde Präsident Baschar al-Assad ins Exil nach Moskau vertrieben und gab sein Amt auf.

## Geographie
Seine heutigen Grenzen erhielt Syrien nach dem Ersten Weltkrieg durch die Aufteilung des bis dahin vom Osmanischen Reich beherrschten Arabischen Ostens unter die Siegermächte Großbritannien und Frankreich durch das geheim verhandelte Sykes-Picot-Abkommen von 1916. Ursprünglich verstand man unter Syrien den ganzen westlichen Zweig des Fruchtbaren Halbmonds, wie Arthur Ruppin 1916 schrieb:

„Syrien im weiteren Sinne des Wortes, in dem es auch Palästina umfasst, erstreckt sich von der ägyptischen Grenze und der Arabischen Wüste im Süden (31. und 30. Breitengrad) nach Norden bis zum Amanus (37. Breitengrad), der es von Kleinasien trennt. Im Westen ist das Mittelmeer die Grenze, im Osten die Syrische Wüste und der Euphrat. Die nordsüdliche Ausdehnung dieses Gebietes ist 700 bis 800 km, die westöstliche 100 bis 300 km, die Gesamtfläche rund 200.000 km².“

### Landschaften

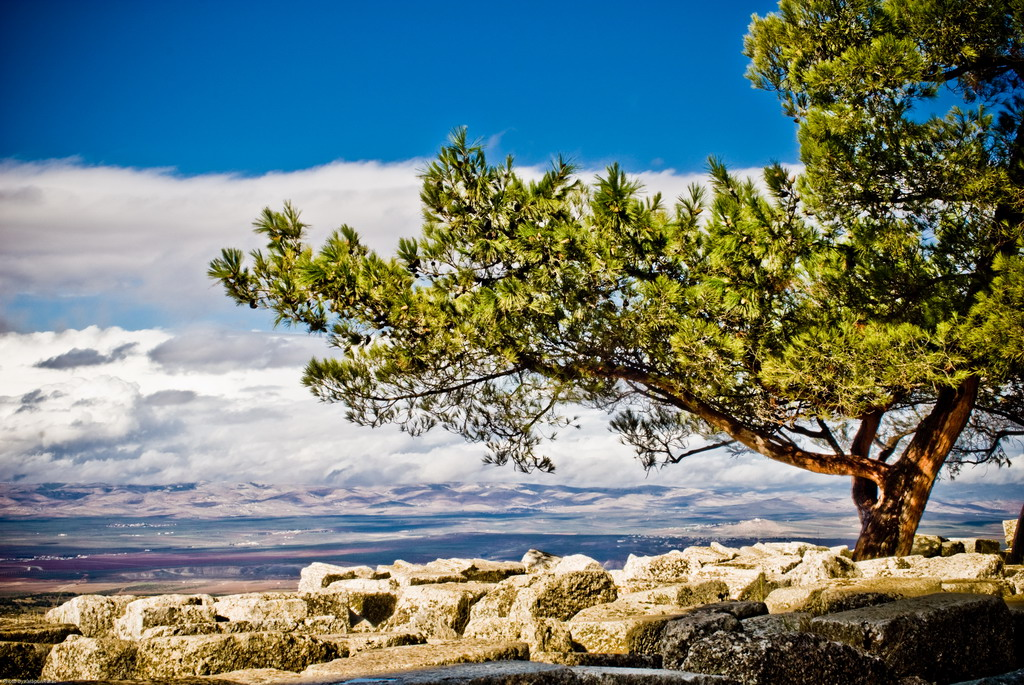
Landschaft nahe Aleppo

Syrien erreicht auf etwa 193 km die Ostküste des Mittelmeeres, direkt nördlich des Staates Libanon. Entlang dieser Küste erstreckt sich eine schmale Ebene. Parallel zu ihr verläuft – in etwa 20 km Abstand zur Küste – das Alawitengebirge, dessen Ostabhang steil zur fruchtbaren Orontes-Ebene abfällt. An deren Ostseite erhebt sich das nordsyrische Kalksteinmassiv, das geologisch den aufgebogenen Westrand der zentralsyrischen Ebene darstellt und in östlicher Richtung sanft abfällt. Diese Ebene wird weiter südlich vom Antilibanon-Gebirge mit dem 2814 m hohen schneebedeckten Gipfel des Hermon (arabisch جبل الشيخ Dschabal asch-Schaich) gegen Westen abgeschirmt. Hier entspringen kleinere Flüsse, die das ganze Jahr über Wasser führen und Oasenbildung ermöglichen; darunter die beiden Flüsse Barada und Aaouaj, welche die Damaskus umgebende Oase Ghuta bewässern.
Auf der Hochebene im Osten und Südosten Syriens dehnt sich die Syrische Wüste aus, die in ihrem Zentrum von kleineren Hügelketten unterbrochen wird und allmählich gegen die Euphratsenke abfällt. Im Nordosten Syriens durchschneidet der Euphrat die Ausläufer der Wüste. An sie schließt sich nach Norden eine fruchtbare Ebene an, die Dschazira. Im Südwesten liegt das Hauran-Gebiet mit dem vulkanischen Massiv des Dschebel ad-Duruz als östlicher Begrenzung zur Wüstensteppe. Die bedeutendsten Flüsse Syriens sind der Euphrat (676 km) und der Orontes (325 km).
Syrien besitzt nur eine Insel im Mittelmeer, Aruad.

### Klima

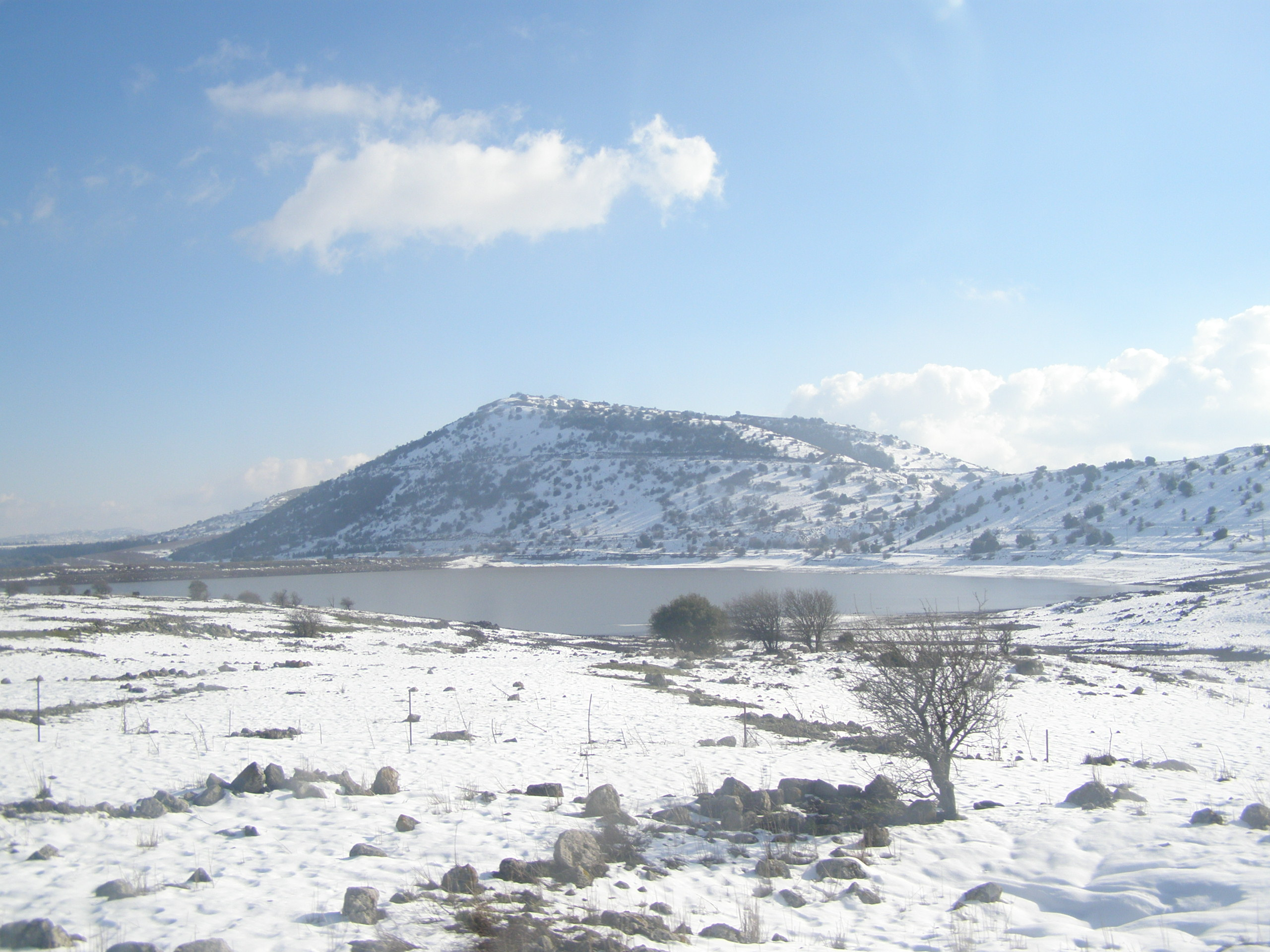
Winter auf den Golanhöhen

Entlang der Küste herrscht ein winterfeuchtes Mittelmeerklima mit Niederschlägen bis über 1000 mm in den Höhenlagen des Dschebel Ansariye. Die Winter sind mild und die Sommer trocken-heiß. Landeinwärts nehmen die Niederschläge rasch ab. Im sich östlich anschließenden Tal des Orontes liegen die Jahresniederschläge unter 500 mm. Diese semiaride Steppenzone setzt sich im Norden in einem Streifen entlang der türkischen Grenze bis in den Osten fort, wo in Qamischli bei ähnlichen Niederschlagsmengen Regenfeldbau möglich ist. Im größten Landesteil östlich von Damaskus und südlich des Euphrat herrscht arides Klima vor. In der Syrischen Wüste fallen die Niederschläge unter 250 mm und im Südosten des Landes unter 100 mm.
In Latakia an der Mittelmeerküste beträgt das Temperaturmaximum in den Sommermonaten 29 °C und das Minimum im Januar/Februar 9 °C. Im Landesinnern gibt es größere Temperaturunterschiede zwischen Sommer und Winter, in Palmyra werden 38 °C im Juli und 3 °C im Dezember/Januar gemessen. In den Bergregionen sinken die Temperaturen im Winter unter den Gefrierpunkt.
Der Klimawandel mit steigenden Temperaturen und abnehmenden Niederschlägen wirkt sich in Syrien besonders auf die Landwirtschaft in den Gebieten aus, die auf Regenfeldbau angewiesen sind. In einer extremen Dürreperiode von 2006 bis 2011 fielen lediglich ein Drittel der sonst üblichen Niederschläge. Wegen der auf die Hälfte geschrumpften Getreideernte verloren zwischen 2006 und 2009 etwa 800.000 Menschen ihre Lebensgrundlage. Die anhaltende Wasserknappheit wird durch die gesunkenen Grundwasserspiegel und durch die weniger Wasser führenden Flüsse verstärkt.

### Tier- und Pflanzenwelt
Die Tier- und Pflanzenwelt Syriens ist durch die jahrtausendelange Besiedlung des Landes stark verarmt. Außer Nutztieren gibt es keine größeren Säugetiere mehr. Selbst Dromedare findet man heute kaum noch. Lediglich die Vogelwelt ist noch vielfältig. 354 Vogelarten wurden in Syrien dokumentiert. Syrien ist ein wichtiges Durchzugsland für Zugvögel. Bemerkenswert ist der erst im Jahre 2002 in Syrien wiederentdeckte Waldrapp, welcher zu den gefährdetsten Vogelarten überhaupt zählt. Die natürliche Pflanzenwelt ist durch Abholzung und Überweidung schon seit dem Altertum stark degradiert. Wald findet man kaum noch im Lande. Die Aleppo-Kiefer und die Libanonzeder kommen noch in Restbeständen vor. Dagegen sind Öl- und Feigenbäume häufig angepflanzt zu finden. In der Hochebene von Aleppo findet man auch das natürliche Verbreitungsgebiet der Goldhamster.
In Syrien kommen 23 Fledermaus-Arten vor.

## Bevölkerung
Syrien ist nach den Palästinensischen Autonomiegebieten, Israel und dem Libanon das am dichtesten besiedelte Land im Nahen Osten. Innerhalb des Landes gibt es beträchtliche regionale Unterschiede, zu den Gebieten mit der höchsten Bevölkerungsdichte gehören Damaskus mit der umgebenden Ghuta-Oase, Aleppo sowie das Bergland nördlich und westlich bis zum Afrin. Von dort setzt sich das fruchtbare Altsiedelland über Idlib in südwestlicher Richtung am Nordrand des Dschebel Ansariye vorbei bis nach Latakia an der Küste fort. Eine hohe Bevölkerungsdichte weist ferner der diesem Bergland vorgelagerte Küstenstreifen auf, der Anfang des 20. Jahrhunderts noch dünn besiedelt war, die Ebene von Akkar südlich und das Orontes-Becken östlich davon.
Bereits vor 1860 besiedelt und heute mittlere Bevölkerungszahlen aufweisend, war der breite Streifen des syrischen Altsiedellandes, der vom südwestlichen Hauran nach Norden bis zur türkischen Grenze verläuft und nach Osten an das Gebiet zwischen der türkischen Grenze im Norden, dem Euphrat im Süden und dem Belich im Osten anschließt, das überwiegend zwischen 1860 und 1930 besiedelt wurde. Uralte Tradition hat der Bewässerungsfeldbau entlang des Euphrat und des Chabur. Seit der ersten Hälfte des 20. Jahrhunderts wächst die Bevölkerung durch Umsiedlungen und Bewässerungsprojekte in der nordöstlichen Region al-Dschazira. In der syrischen Wüste leben Menschen ganzjährig nur in einigen Oasen mit oberflächennahem Grundwasser. Die Urbanisierung nimmt allgemein stark zu.
Die Bevölkerung Syriens ist im Lauf des 20. Jahrhunderts stark gewachsen. Nach dem Ersten Weltkrieg betrug die Bevölkerungszahl knapp über 1,5 Mio. Die Volkszählung 1938 ergab in den neun Provinzen (einschließlich Latakia und Dschebel ad-Duruz) 2.487.027 Einwohner. 1970 war die Bevölkerungszahl auf 6.299.000 angewachsen. Diese Zahl enthält nicht die 340.000 Beduinen und die etwa 240.000 palästinensischen Flüchtlinge. Für 2010 wurden 20.960.588 Einwohner berechnet. Auslandssyrer leben vor allem in Südamerika (Argentinien, Venezuela und Brasilien), den Golfstaaten und Europa.
Der amerikanische Doppelkontinent war lange ein Auswanderungsziel für arabische Christen, bereits seit dem 19. Jahrhundert kamen Syrer in die verschiedenen Länder. Die größte Konzentration von Syrern außerhalb der arabischen Welt ist in Brasilien, wo mehrere Millionen Personen syrisch-arabischer Herkunft leben. Die Mehrheit der arabischstämmigen Argentinier ist entweder libanesischer oder syrischer Herkunft.
| Jahr | Einwohnerzahl | Jahr | Einwohnerzahl |
| ---- | ------------- | ---- | ------------- |
| 1950 | 3.413.000     | 1990 | 12.446.000    |
| 1960 | 4.574.000     | 2000 | 16.411.000    |
| 1970 | 6.351.000     | 2010 | 21.019.000    |
| 1980 | 8.931.000     | 2020 | 20.772.595    |

### Bevölkerungsstruktur

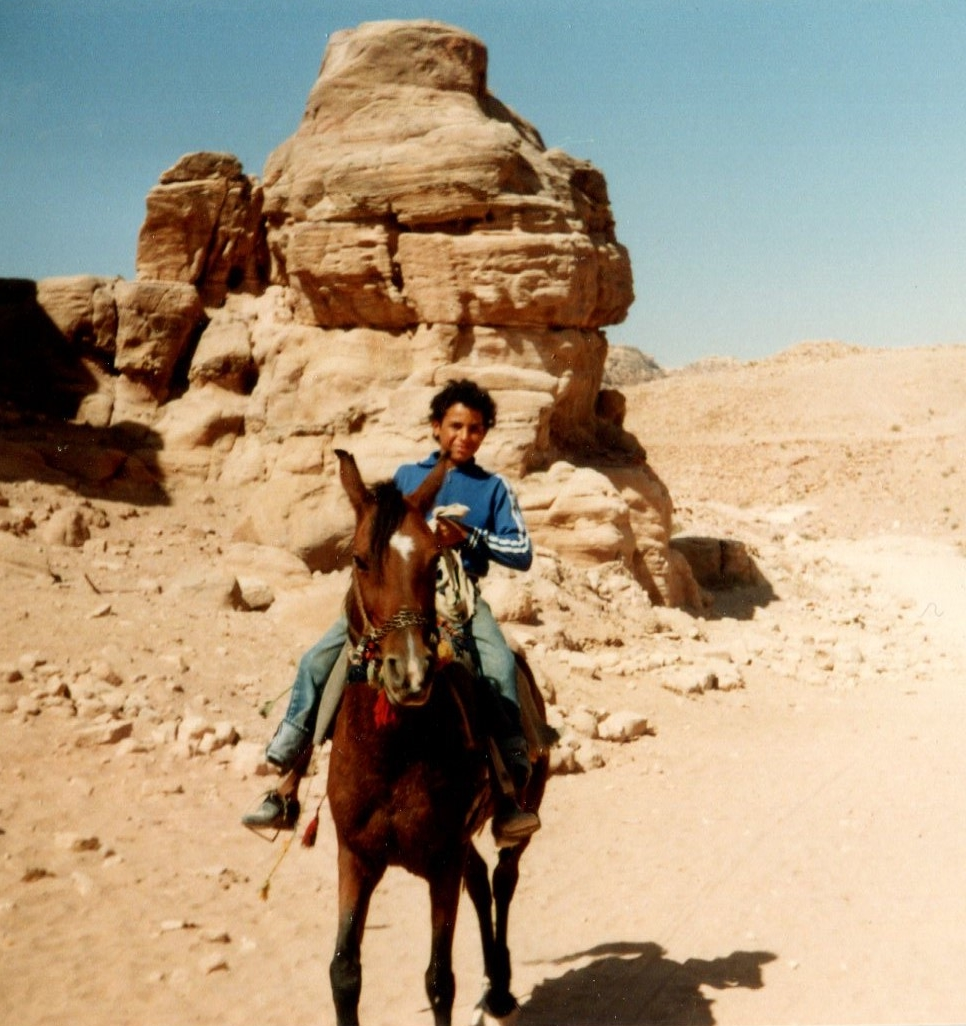
Junger Reiter in der syrischen Wüste, 1996

Die einzelnen Bevölkerungsgruppen definieren ihre ethnische Zugehörigkeit über ihre Muttersprache und Religionszugehörigkeit, wobei innerhalb der gemeinsamen Sprache religiöse Unterschiede eine quasi-ethnische Abgrenzung bewirken können. Um über das bestehende Zugehörigkeitsgefühl zu ethnischen Gruppen und Familienclans hinausgehend ein syrisches Nationalbewusstsein zu entwickeln, werden bei Volkszählungen zwar die Religionszugehörigkeit, aber nicht die Ethnien zahlenmäßig erfasst. Zu einer kulturellen und sozialen Gleichstellung der Kurden im Alltag hat dies nicht geführt.
Die Mehrheitsbevölkerung in Syrien bilden mit rund 80 % die Araber, die sich mit der arabischsprachigen Bevölkerung der Nachbarländer kulturell als Gemeinschaft fühlen. Sie sind überwiegend Sunniten (etwa 50 % der Gesamtbevölkerung), daneben Muslime anderer islamischer Glaubensrichtungen, vor allem Alawiten (15 % der Gesamtbevölkerung) oder Christen.
Die zweitgrößte Volksgruppe mit eigener Sprache sind die Kurden. Im Jahr 1979 wurde ihr Anteil auf etwa 9 % der Gesamtbevölkerung geschätzt. Mittlerweile stellen die Kurden etwa 10 % der Gesamtbevölkerung Syriens. Viele Kurden kamen zwischen 1924 und 1938 aus der Türkei ins Land, als es dort zu mehreren Aufständen der Kurden gegen ihre politische und wirtschaftliche Diskriminierung kam, die vom türkischen Militär niedergeschlagen wurden. Ein kurdischer Siedlungsschwerpunkt liegt entlang der türkischen Grenze. Knapp die Hälfte der syrischen Kurden lebt in der Region Kurd Dagh nordwestlich von Aleppo. Sie stellen dort und in der nordöstlichen Provinz al-Hasaka die Mehrheit. Aufgrund hoher Arbeitslosigkeit in den ländlichen Bergregionen siedelten sich viele Kurden in den Großstädten Aleppo und Damaskus an. 10 bis 15 % der syrischen Kurden leben in Hayy al-Akrad, einem Stadtteil von Damaskus am Fuße des Dschabal Qāsiyūn.

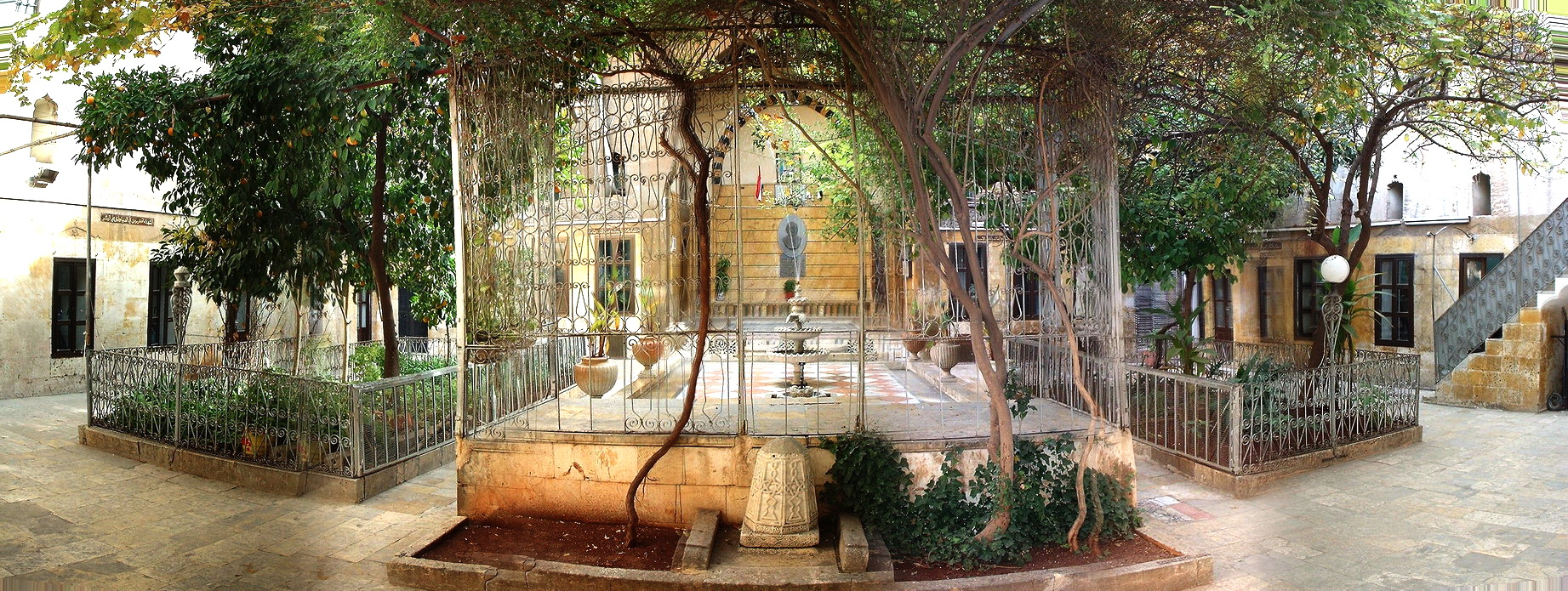
Armenische Schule in Aleppo

Die meist sunnitischen Turkmenen (4–5 % der Bevölkerung) waren traditionell halbnomadische Viehzüchter in der Dschazīra und am unteren Euphrat sowie Ackerbauern um Aleppo. Sie haben sich weitgehend in der arabischen Gesellschaft assimiliert.
Die Assyrer (auch Aramäer oder Chaldäer genannt) gehören einer der christlichen Religionsgemeinschaften an, mehrheitlich der Syrisch-orthodoxen Kirche, aber auch der Syrisch-katholischen Kirche, der Chaldäisch-katholischen Kirche sowie der Assyrischen Kirche des Ostens und machen max. 3–4 % der Bevölkerung aus. Die Eigenbezeichnung dieser Volksgruppe ist Suryoye und sie gelten als die älteste Bevölkerungsgruppe Syriens. Ihre Liturgie- und Alltagssprache ist Neuaramäisch, dessen regionaler Sprachzweig als Syrisch (Surayt) bezeichnet wird. Sie leben vor allem in der Provinz al-Hasaka. Einige flohen 1933 bis 1936 vor der Verfolgung aus dem Irak und wurden von den Franzosen und mit Unterstützung des Völkerbundes in Tell Tamer (am Chabur, nordwestlich von al-Hasaka) angesiedelt. Bis in die 1970er Jahre hatten die aus dem Irak stammenden Chabur-Assyrer auf bewässertem Land in der Umgebung über 30 Dörfer gegründet. Wegen der wirtschaftlich schwierigen Lage sowie dem Krieg zwischen der YPG und dem IS sind viele geflüchtet. Die Entführung vieler Assyrer durch den IS hat die Assyrer aus der Chabur Region endgültig vertrieben.
Tscherkessen (1,5 % der Bevölkerung), ebenfalls Sunniten, wurden Ende des 19. Jahrhunderts aus dem Kaukasus vertrieben und siedelten sich in der Hauran-Region, besonders um Quneitra an, wo sie sich auf den Anbau von Getreide und daneben Viehzucht spezialisiert haben. Für das Jahr 1979 wurde ihre Zahl auf 55.000 geschätzt. Da viele von ihnen während der französischen Kolonialzeit in der französischen Armee gedient hatten, wurden sie lange Zeit von den Arabern argwöhnisch beobachtet.
Die meisten Armenier kamen als Flüchtlinge zwischen 1925 und 1945 aus der Türkei nach Syrien und bilden bis heute nur 1 % der Bevölkerung. Sie leben zu etwa Dreiviertel in Aleppo und zu knapp 20 % in Damaskus. Die übrigen Armenier verteilen sich auf die größeren Städte, besonders in der Dschazīra-Region. Sie gehören überwiegend der Armenischen Apostolischen Kirche an, andere sind armenisch-katholisch. Die meisten sind in Handel, Kleinindustrie und Handwerk wirtschaftlich erfolgreich.
Es gibt daneben geringe Zahl an Albanern und Tschetschenen im Land, die als sunnitische Muslime häufig stark arabisiert sind, daneben christliche Griechen.
Zehntausende syrische Bürger besitzen auch die russische Staatsangehörigkeit. Da viele Russen in Syrien und viele Syrer in Russland leben, gibt es auch viele russisch-syrische Ehepaare. Zwischen Syrien und der Sowjetunion bzw. Russland sind die bilateralen Beziehungen seit den 1950er Jahren stark und die wirtschaftlichen Beziehungen stabil.
Daneben gibt es etwa 476.000 (2002) palästinensische Flüchtlinge und seit dem Irakkrieg 200.000 (2009) Flüchtlinge aus dem Irak. Unter den Irakern sind viele Assyrer, von denen sich wiederum eine größere Zahl in Dscharamana niedergelassen hat.

### Sprachen
Die Amtssprache des Landes ist Hocharabisch, das von der großen Mehrheit der einheimischen Bevölkerung beherrscht wird. Umgangssprache ist jedoch ein regionaler Dialekt der arabischen Sprache, das syrische Arabisch. Es unterscheidet sich im Vokabular, in der Grammatik und besonders in der Aussprache von der Standardvarietät des Arabischen. Syrisch-Arabisch ist eng mit dem libanesischen Arabisch, dem jordanischen Arabisch und dem palästinensischen Arabisch verwandt. Letzteres wird vor allem von vielen palästinensischen Flüchtlingen im Land gesprochen. Auch Sprecher des irakischen Arabisch sind in letzter Zeit hinzugekommen, wodurch es allerdings zur Vermischung verschiedener Dialekte kommen und sich am Ende die Hochsprache durchsetzen kann.
Ferner werden von der einheimischen Bevölkerung die Sprachen der jeweiligen nationalen Minderheiten gesprochen, deren Gebrauch in der Öffentlichkeit und im Bildungswesen jedoch aufgrund der nationalistisch-panarabischen politischen Ideologie des Staates stark eingeschränkt ist: Syrisch (von den Aramäern/Assyrern), Westarmenisch (von den eingewanderten Armeniern), kurdische Dialekte, Turkomanisch sowie vereinzelt Tscherkessisch. In der Kleinstadt Maalula und zwei weiteren Orten am Osthang des Qalamun-Gebirges wird ein Dialekt der neuwestaramäischen Sprache gesprochen.
Die französische Sprache hatte (und hat) aufgrund der Mandatszeit eine besondere Stellung; früher hatte sie im Bildungswesen und in der Verwaltung große Bedeutung. Wie überall setzt sich jedoch auch in Syrien die englische Sprache als überregionale Verständigungssprache durch. Heute wird ab der 1. Klasse Englisch obligatorisch unterrichtet und ab der 7. Klasse Französisch oder Russisch (nach Wahl) als zweite Fremdsprache angeboten. Die deutsche Sprache dagegen wird im Sekundarschulbereich bisher nicht als Fremdsprache angeboten; es soll jedoch Pläne zur Einführung von Deutsch als dritter Fremdsprache in den Sekundarschulen geben. Deutsche Schulen gibt es in Syrien bislang nicht. Es existieren jedoch französische Privatschulen, an denen die deutsche Sprache unterrichtet wird.

### Religionen

#### Muslime

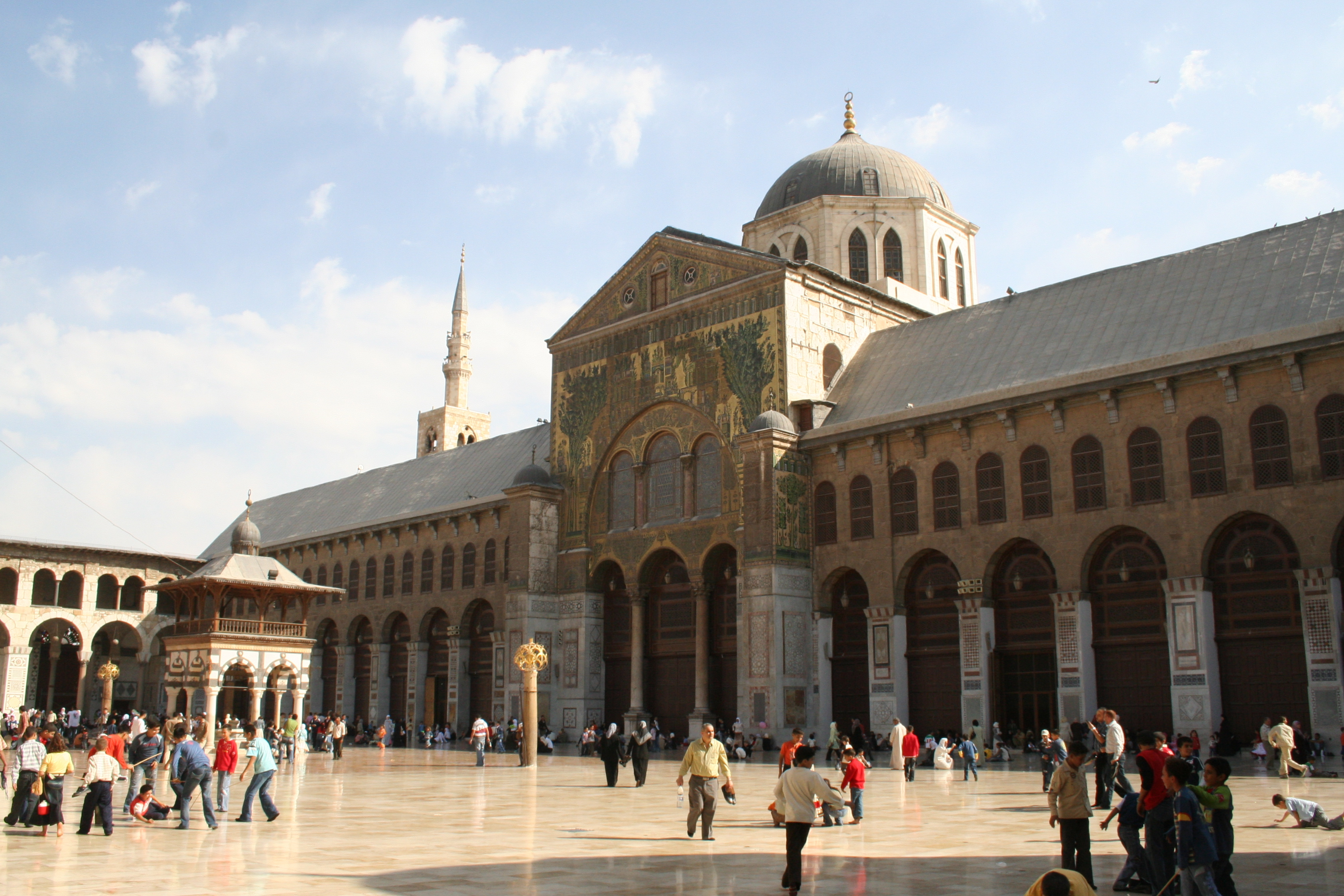
Umayyaden-Moschee in Damaskus

Etwa 74 % der Bevölkerung sind sunnitische Muslime, deren Glaubensverständnis regional unterschiedlich ist. Die Einwohner von Hama, Palmyra und einigen kleineren Städten wie Dschisr asch-Schugur gelten als besonders konservativ, die westlich orientierte Hafenstadt Latakia zeigt sich relativ liberal. In abgelegenen Regionen der westlichen Bergländer werden von einigen Sunniten volksislamische Bräuche gepflegt, bei denen lokale Heilige verehrt werden; teilweise werden diese Pilgerstätten gleichermaßen von Christen aufgesucht. Noch in den 1980er Jahren trug nur eine Minderheit der Frauen in Damaskus das Kopftuch (Hidschab); 2006 hingegen trug es die Mehrheit.
Alawiten (Nusairier) machen etwa 12 % der Gesamtbevölkerung aus. Die mutmaßlichen Vorfahren der Alawiten waren seit vorchristlicher Zeit in der Region ansässig. Nach der Einführung des Christentums ab dem 4. Jahrhundert zogen sie sich in ihrer traditionellen Religion zurück und überdauerten als abgeschlossene Gemeinschaften in den Bergregionen des Dschebel Ansariye das islamische Mittelalter. Von den Osmanen wurden sie als Nichtmuslime gesehen und mit hohen Steuern belegt. Alawiten lebten bis Mitte des 20. Jahrhunderts als Kleinbauern zurückgezogen in Bergdörfern, die teilweise miteinander verfeindet waren. Viele Militäroffiziere und ein großer Teil der herrschenden politischen Elite entstammen heute der alawitischen Religionsgemeinschaft, der auch die Familie al-Assad angehört.
Schiiten sind mit 2 % in Syrien eine kleine, wenig einflussreiche Minderheit. Ihr wichtigster Verehrungsplatz ist die Saiyida-Zainab-Moschee in Damaskus. Die Ismailiten (etwa 1 %) flüchteten nach dem Mongoleneinfall im 13. Jahrhundert in Rückzugsgebiete auf dem Dschebel Ansariye, von wo sie erst Ende des 19. Jahrhunderts in ihr ursprüngliches Zentrum Salamiyya am Rande der syrischen Wüste zurückkehren durften.
Eine äußerst kleine Minderheit im Land bilden die im Norden Syriens lebenden Aleviten. Anders als die arabischen Alawiten sind die Aleviten ethnische Turkmenen und Kurden.

#### Christen

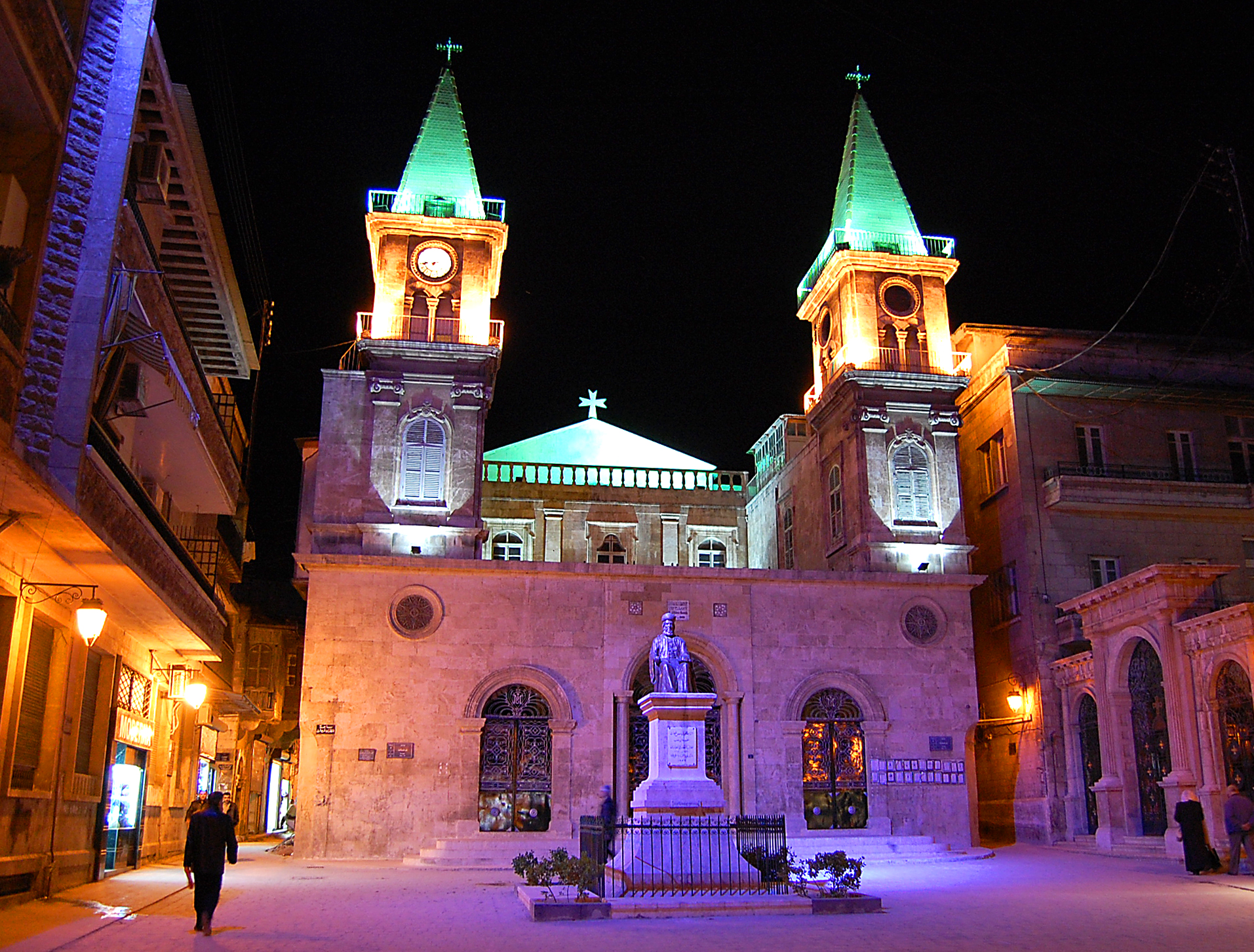
Maronitische Sankt-Elias-Kirche in Aleppo

Bereits in vorislamischer Zeit lebten Christen in Syrien. Etwa 10 % der Bevölkerung sind Christen verschiedener Konfessionen; 1920 waren es noch 30 %. Diese leben im Raum Damaskus, Homs und Aleppo traditionell in ihren Dörfern. Syrisch-orthodoxe Gemeinden, die die größte christliche Gemeinschaft bilden, leben meist im Nordosten Syriens. Die melkitischen Kirchen trifft man hauptsächlich im Landesinneren. Der Patriarch, Youhanna X., residiert in Damaskus. Andere bekennen sich zur armenischen apostolischen Kirche und der mit Rom unierten syrisch-katholischen und griechisch-katholischen Kirche. Gläubige der Assyrischen Kirche des Ostens, auch Apostolische Kirche des Ostens genannt, zählen etwa 30.000 und leben hauptsächlich entlang des Chabur im Nordosten, wo auch die chaldäische Kirche existiert. Das Oberhaupt der chaldäischen Christen ist Antoine Audo, Bischof von Aleppo in Nordsyrien. Rund 14.000 bekennen sich in Syrien zu dieser Konfession. Maroniten bilden etwas über 2 %, rund 424.000. Daneben existieren noch verschiedene protestantische sowie römisch-katholische Gemeinden. Viele syrische Christen wanderten in den Libanon, nach Schweden und in die USA aus.
Der Begründer der panarabischen Baath-Partei Michel Aflaq war christlicher Abstammung. Obwohl es in der Geschichte ein paar Mal zu interkonfessionellen Auseinandersetzungen kam, wie zum Beispiel im Jahr 1860 in Damaskus, ist das Zusammenleben vorwiegend friedlich geprägt. Der bedeutendste syrische Imam predigt, dass Muslime, Christen und Juden Brüder seien und man als guter Muslim Christen und Juden auch als seine Brüder behandeln solle. Staatspräsident Baschar al-Assad hat dem griechisch-orthodoxen Patriarchen von Antiochien im Jahr 2006 einen Weihnachtsbesuch abgestattet. Es war der erste Weihnachtsbesuch eines syrischen Präsidenten beim Patriarchen seit der Unabhängigkeit des Landes im Jahr 1946. Mit dem Verfassungsreferendum in Syrien 2012 ist die Freiheit des Glaubens weiterhin garantiert, weshalb die Christen ihren Glauben unter der Baath-Partei offen praktizieren können. Als Symbol der religiösen Toleranz werden christliche Feiertage in Syrien anerkannt. Auch wird der Bau von Kirchen unterstützt, wobei alle Kirchen – wie auch Moscheen – bei ihren kircheninternen Anschaffungen von der Steuer ausgenommen sind. Da das syrische Christentum weder staatliche noch gesellschaftliche Diskriminierung unter dem Baath-Regime erlitt, übte Syrien nicht nur eine große Anziehungskraft aus, sondern hatte lange Zeit den Ruf, das sicherste Land für Christen im Nahen Osten zu sein.

#### Drusen

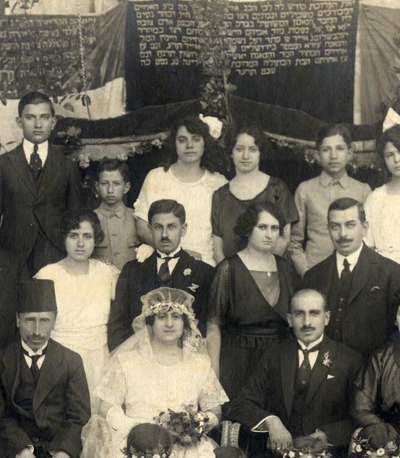
Jüdische Hochzeit in Aleppo, 1914

Die schiitische Abspaltung der Drusen macht etwa 2 % der syrischen Bevölkerung aus. Ihr Hauptsiedlungsgebiet ist die gleichnamige Bergregion, der Dschebel ad-Duruz.

#### Jesiden
Die Jesiden werden meist den Kurden zugerechnet. Diese religiöse Minderheit aus einigen Tausend Mitgliedern lebt in den Bergen zwischen Aleppo und Afrin und in Dörfern um Amude und Qamischli im äußersten Nordosten.

#### Juden
Die wenigen noch in Syrien verbliebenen Juden leben in Aleppo und Damaskus. Im Jahr 1943 wurde ihre Zahl auf 43.000 geschätzt, im Jahr 1978 noch auf etwa 4500. Die meisten wurden in den vierziger Jahren des 20. Jahrhunderts nach Israel vertrieben, einige flohen auf dem Umweg über Beirut. Es gab Ausschreitungen gegen die jüdische Minderheit, so etwa das Pogrom von Aleppo im Jahr 1947 oder den Angriff auf die Menarscha-Synagoge im Jahr 1949. In der Sprache und in der Kleidung unterschieden sich die jüdischen Syrer nicht von den Muslimen.

### Bildung
Es gibt 8 öffentliche und 22 private Universitäten in Syrien. Zuständig dafür ist das Bildungsministerium (Ministry of Higher Education) in Damaskus.
Die Schulpflicht dauert bis zum Alter von elf Jahren. Dabei sind v. a. die unteren Bildungsstufen kostenfrei, während die private kostenpflichtige Bildung in den höheren Bildungsstufen dominiert.
Das Bildungssystem unterliegt strenger Regierungsaufsicht. Von der Bevölkerung über 15 Jahre können 81 % der Frauen und 92 % der Männer lesen und schreiben, unter den jungen Leuten zwischen 15 und 24 Jahren ist die Analphabetismusquote jedoch mit 5,5 % relativ gering, was daran liegt, dass sie in der Zeit nach Einführung der allgemeinen Schulpflicht herangewachsen sind. Englisch wird schon ab der 1. Klasse unterrichtet.
Die staatlichen Universitäten sind: Universität Damaskus, Universität Aleppo, Tischrin-Universität, Albaath-Universität, Al-Furat-Universität, Universität Tartus, Universität Hama, Syrian Virtual University.

### Gesundheit
Nach Ausbruch der Revolution und nach der Zunahme der Anzahl der Demonstrationen stieg laut einem Bericht von Ärzte ohne Grenzen vom Februar 2012 auch die Anzahl der verwundeten Demonstranten durch Angriffe der staatlichen Sicherheitskräfte, der regulären Armee und der Schabiha-Milizen drastisch. Diese Verwundeten konnten allerdings nicht in staatlichen Krankenhäusern und Kliniken versorgt werden, da es sich schnell herausstellte, dass die Verwundeten in den Krankenhäusern verhaftet, gefoltert oder umgebracht wurden. Ärzte, die die Demonstranten versorgen wollten, wurden ebenfalls verhaftet oder sogar ermordet. Dies führte dazu, dass provisorische Kliniken in den Orten der Demonstrationen errichtet wurden, wo medizinisches Personal – auch unter Lebensgefahr – die Verwundeten versorgte.

## Landesname
Der Begriff Syrien ist ein Derivat des griechischen Σύριοι (Sýrioi) oder Σύροι, das als Ἀσσυρία (Assyria) aus dem akkadischen Aššur abgeleitet sein könnte. Ferner taucht auf der bilingualen Çineköy-Inschrift aus dem 8. Jahrhundert v. Chr. der Phönizische Begriff ʾšr auf, und in der Luwischen Sprache „Assur“ und ʾšrym, „Assyrer“.
In der Behistun-Inschrift wird Syrien unter dem Begriff Syria (Surija) als 16. Satrapie des altpersischen Reiches aufgezählt und umfasst Zypern, Syrien, Jordanien, Libanon, Israel, Phönizien und Palaestina, also das gesamte Kanaan bis zur Grenze Ägyptens und Arabiens. Sitz des Satrapen war Damaskus.
Nach Ansicht einiger Forscher ist der Name daher nicht von Assyria abgeleitet. Von ihnen wird eine Ableitung von Tyros (Ṣūr) angenommen. Im Kurdischen ist „Soryan“ ein mögliches Derivat und wird mit „weiße Quelle“ übersetzt, was vielleicht zum Ursprung führt.
Belegt ist auch ein akkadischer Name Šubartum/Subartum (sumerisch KUR SU.BIR4KI; assyrisch mât Šubarri und mâtsu-bar-te), der jedoch nur ungenau nördlich von Babylon lokalisiert werden kann und nach Naram-Sin wohl die ganze Region nordwestlich von Mesopotamien bis zum Amanusgebirge umschreibt. Er findet sich u. a. in Ugarit als Šbr und in den Armanabriefen des Neuen Reiches von Ägypten wieder.
Die Sprache der Subartu wird akkadisch als SuKI/SU.BIR4AKI bezeichnet und könnte eine nordsemitische Sprache meinen. Seit dem Ende der neuassyrischen Zeit und besonders in neubabylonischer Zeit wird Šubartu auch als Bezeichnung für Assyrien verwendet, als Assyrien die Kontrolle über weite Gebiete Kleinasiens erlangte. Aššur-uballit soll die Šubaräer (Subäer) unterworfen haben.
Demnach wäre der Name seit mindestens 5500 Jahren überliefert und hat sich in dieser Zeit sowohl regional als auch linguistisch zu seiner heutigen Form weiterentwickelt.
Die arabische Kurzform kommt in zwei Formen vor: Sūriyā (سوريا) und Sūriya (سورية, bei Aussprache der Endung Sūriyatun), jeweils ohne Artikel.
Aus der griechischen Antike ist der Name Koilesyrien („Hohles Syrien“) bekannt, das südlich des Eleutheris-Flusses (griechischer Name, heute Nahr al-Kabir al-Janoubi), eines Grenzflusses zwischen Jordanien und Syrien, lokalisiert war und neben den Provinzen Syria und Syria Palaestina auch von Plinius genannt wurde.
Die syrische Sprache, das Ostaramäisch, war im 1. Jahrtausend v. Chr. zur Handelssprache aufgestiegen und daher noch wesentlich weiter verbreitet.
Offenbar hatte sich mit der Herrschaft der Assyrer (Neuassyrisches Reich 911–605 v. Chr.) eine Gleichsetzung von Assyrien und Syrien vollzogen, die aber unter dem Neubabylonischem Reich (612–539 v. Chr.) als neubabylonisches Ebir-nāri (aramäisch Abar-Nahara, syrisch 'Ābēr Nahrā) neu definiert und vom Altpersischen Reich (539–332 v. Chr.) übernommen wurde. Nun umfasste Syrien die gesamte kanaanitische Küste, wurde in der griechischen Antike seit dem Sieg Alexanders über die Perser 325 v. Chr. übernommen und hatte durch die Verbreitung des Christentums und schließlich des Islam bis ins Mittelalter Bestand.
Dieses Syrien beschreibt ein erheblich größeres Gebiet als den heutigen Staat, das vom Mittelmeer und Taurus im Norden und der Arabischen Halbinsel und Mesopotamien im Süden begrenzt wird. Die heutige Lokalisierung beruht im Wesentlichen auf dem Islam und dessen Verwaltungseinheiten.

## Geschichte

### Ur- und Frühgeschichte
Die ältesten archäologischen Funde auf dem Gebiet des heutigen Syriens sind ca. eine Million Jahre alt und stammen aus dem Acheuléen. Das Neolithikum beginnt im 8. Jahrtausend v. Chr. Ab Mitte des 3. Jahrtausends v. Chr. werden dort semitischsprachige Völker vermutet: Aramäer, Amoriter und Kanaaniter. Seine Lage zwischen Mesopotamien, Anatolien und Ägypten bedingte wechselnde Oberherrschaft durch Akkader, Mitanni, Hethiter, Ägypter, Assyrer und Perser.

### Das antike Syrien

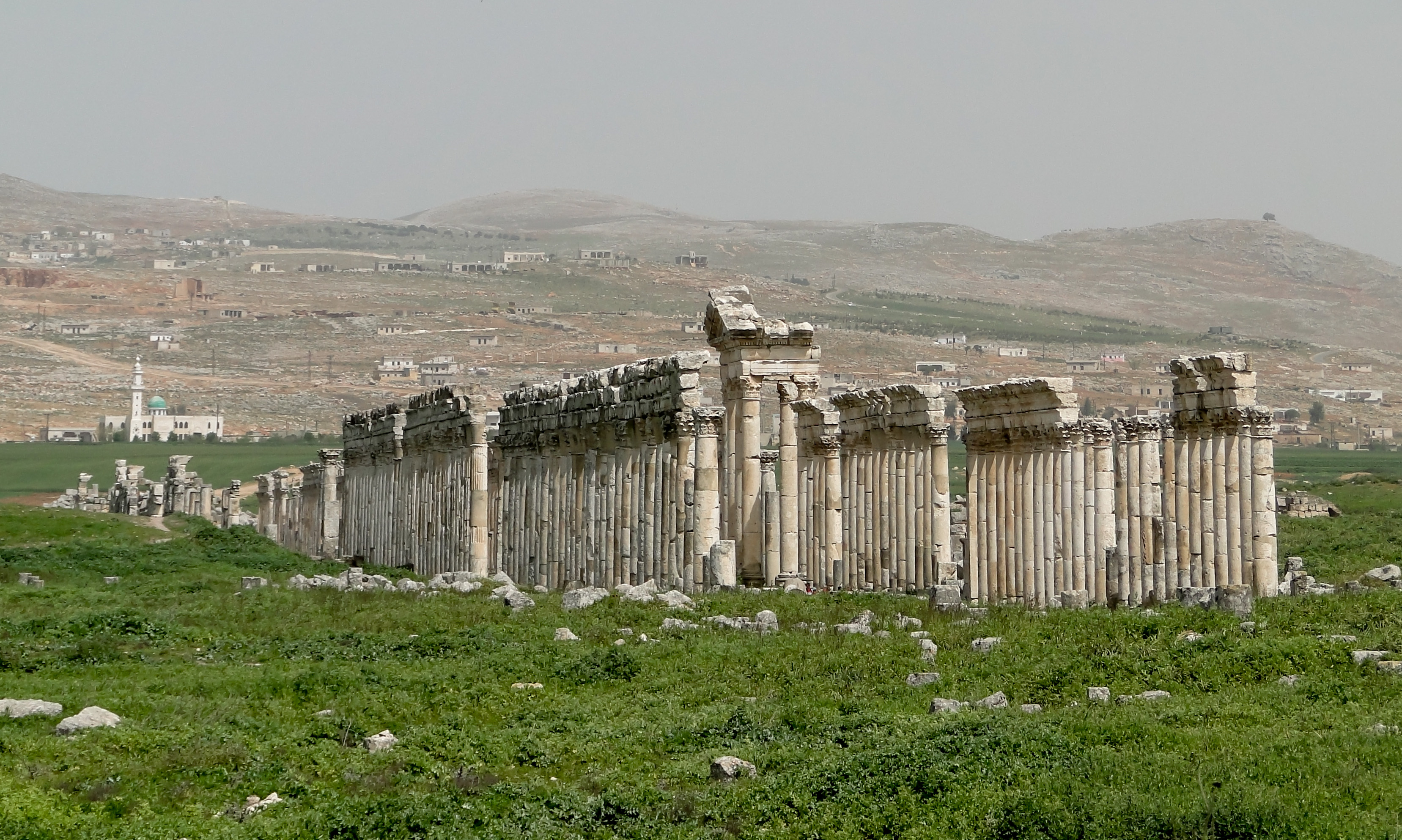
Apameia am Orontes: römische Hauptstadt der antiken Provinz Syria

Nach der Eroberung durch Alexander den Großen gehörte Syrien von 301 bis 64 v. Chr. zum Seleukidenreich. Im Römischen Reich (ab 64 v. Chr.) war Syria neben Aegyptus die reichste und einflussreichste Provinz des Imperiums. Die oströmische Herrschaft endete im 7. Jahrhundert n. Chr. mit der Eroberung durch mit dem Vordringen arabischer Armeen während der Islamischen Expansion.

### Islamisierung und Arabisierung

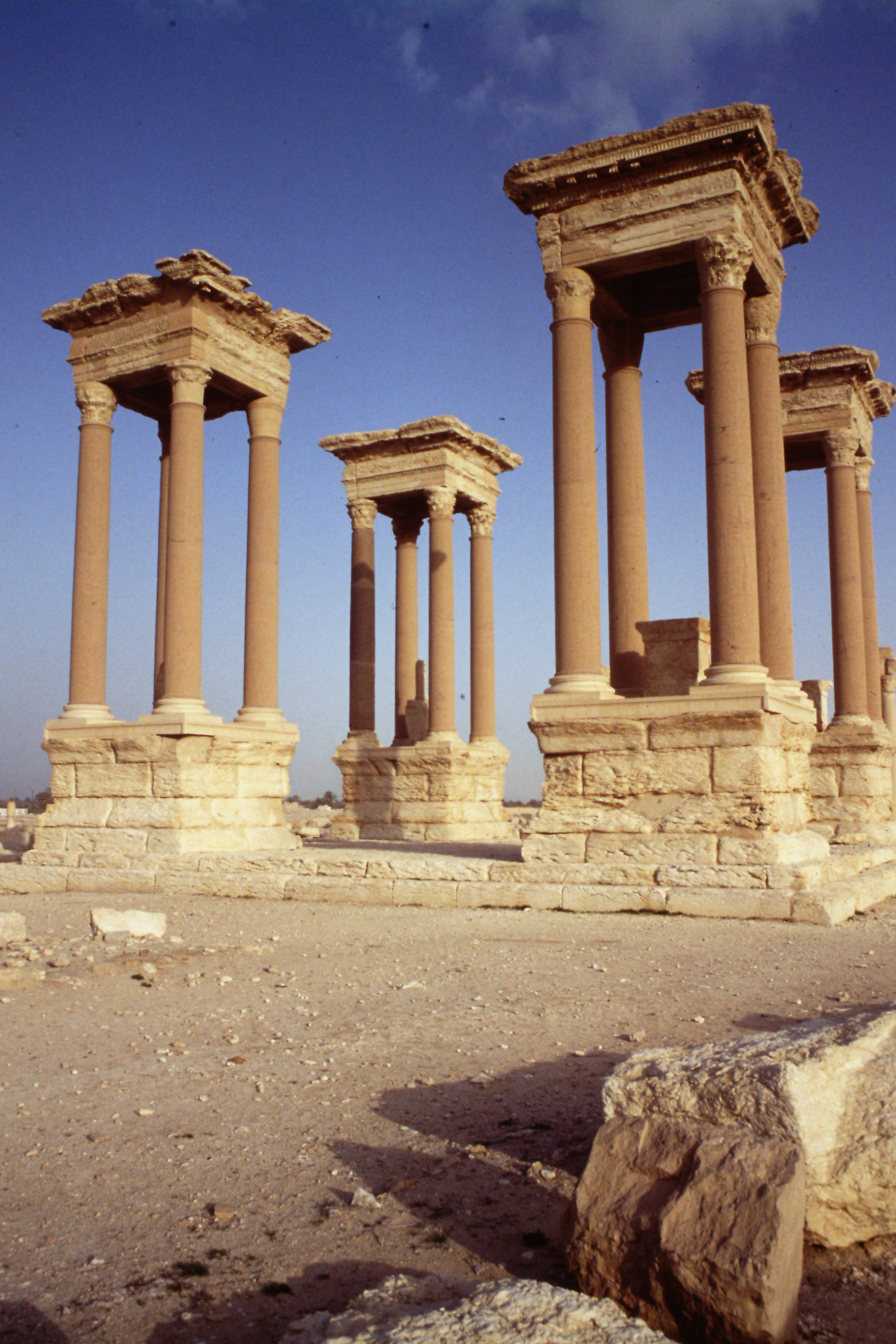
Tetrapylon, Palmyra

Nach der arabisch-muslimischen Eroberung 634 gewann Syrien unter dem Statthalter und späteren Umayyaden-Kalifen Mu'awiya (661–680) eine zentrale Bedeutung. Er baute als erster eine arabische Flotte auf und verlegte 661 das Kalifat von Medina nach Damaskus, das neben Mekka und Jerusalem zur dritten Heiligen Stadt des Islam wurde. 877 geriet Syrien in Abhängigkeit von Ägypten, die mit Unterbrechungen mehr als 600 Jahre dauerte. Während dieses Zeitraums blieben die Kreuzfahrerstaaten auf syrischem Boden, die auch den Norden (Aleppo und Antiochia) umfassten. Der zweite Kreuzzug (1147–1149) mit der gescheiterten Belagerung von Damaskus spielte sich vorwiegend in Ägypten ab. 1260 eroberten die Mongolen das Land, erlitten aber eine Niederlage gegen die Mamluken, die Syrien mit Ägypten vereinigten.

### Türkische und französische Herrschaft
Die Herrschaft der Mamluken dauerte bis 1516. Dann wurde Syrien Teil des Osmanischen Reichs, zu dem es bis auf eine relativ kurze ägyptische Besetzung (1831–1840) bis 1918 gehörte. Die erste arabisch-nationalistische Opposition gegen die osmanische Regierung nach 1840 wurde sofort unterdrückt. Nach der Revolution der Jungtürken 1908 verschlechterten sich die Beziehungen zwischen Arabern und Türken weiter. Die Araber beteiligten sich – ausgenommen beispielsweise die aufseiten Deutschlands kämpfenden Palästinenser – im Ersten Weltkrieg auf der Seite der Entente gegen die Türkei, da ihnen die Briten alle Gebiete, die sie befreien halfen, zugesichert hatten. Die Hoffnung des Haschemiten-Prinzen Faisal, das geplante Königreich „Großsyrien“ zu erhalten, scheiterte an Frankreich, das das Völkerbundmandat für Syrien und Libanon erhielt und seine Herrschaft in Syrien – „das heutige Syrien ist eine Schöpfung der französischen Kolonialzeit“ (Bassam Tibi) – bis zum 17. April (Nationalfeiertag) 1946 aufrechterhalten konnte, als die Arabische Republik Syrien (arabisch الجمهورية العربية السورية al-Dschumhūriyya al-ʿarabiyya as-sūriyya) ausgerufen wurde. Während des Zweiten Weltkriegs wurde Syrien von den Alliierten besetzt.

### Unabhängigkeit, Vereinigung mit Ägypten
Die Geschichte Syriens nach dem Zweiten Weltkrieg stand ganz im Zeichen des arabisch-israelischen Konfliktes. 1949 endete die syrische Teilnahme am Überfall ohne Kriegserklärung auf den durch UNO-Beschluss neu gegründeten Staat Israel unmittelbar nach dessen Gründung, mit einer schweren Niederlage der arabischen Allianzstreitkräfte unter anderem in Nordpalästina (siehe auch Abschnitt Syrische Offensive → Palästinakrieg) und in einem separaten Waffenstillstandsabkommen am 20. Juli. Syrien wurde für über 20 Jahre in eine innere Dauerkrise gestürzt, von der zahlreiche Staatsstreiche Zeugnis ablegen.
Der Aufstieg des Panarabisten Gamal Abdel Nasser in Ägypten nährte auch in Syrien Hoffnungen auf die Schaffung eines gemeinsamen arabischen Staates. Im Vorfeld des Sueskriegs bildeten beide Länder ein gemeinsames Oberkommando. Nach schweren Spannungen zwischen der arabisch-sozialistischen Baath-Partei und der Kommunistischen Partei wurde aus Furcht vor einer kommunistischen Machtübernahme eine Delegation nach Ägypten entsandt, und am 1. Februar 1958 wurde dann der Zusammenschluss Ägyptens und Syriens zur Vereinigten Arabischen Republik (VAR) bekanntgegeben.
Da von Anfang an die ägyptische Seite dominierte und die wichtigsten Politikbereiche bestimmte, wuchs die Unzufriedenheit in Syrien. Hinzu traten wirtschaftliche Probleme. Ein Putsch syrischer Offiziere im September 1961 bedeutete schließlich das Ende der Vereinigten Arabischen Republik von syrischer Seite. Nach einem weiteren Putsch im Mai 1963 erlangte die Baath-Partei, die jedoch weiterhin zerstritten war, zum ersten Mal die Macht in Syrien.

### Diktatur der Baath-Partei und des Assad-Clans (1963–2024)
Nach dem Sechs-Tage-Krieg gegen Israel im Juni 1967 und dem Verlust der Golanhöhen folgte eine Phase allgemeiner Niedergeschlagenheit. Aus den jahrelangen Machtkämpfen innerhalb der Baath-Partei trat am 16. November 1970 schließlich Hafiz al-Assad als Sieger hervor. Assad, unter Salah Dschadid noch Verteidigungsminister, ließ den Altpräsidenten und einige seiner Anhänger bei dieser sogenannten Korrekturbewegung verhaften, nachdem er selbst einst aus politischen Gründen einige Zeit hatte im Gefängnis verbringen müssen. 1971 ließ er sich mit 99,2 % der Stimmen (ohne Gegenkandidaten) zum Staatspräsidenten wählen; im selben Jahr wurde er Generalsekretär der Baath-Partei.
Im Jom-Kippur-Krieg von 1973 gelang es der syrischen Armee, für kurze Zeit einen kleinen Teil der von Israel besetzten Golanhöhen zurückzuerobern. Ein Kennzeichen von Assads Politik war die Unterdrückung der islamistischen Opposition. Es kam unter anderem zu Terroranschlägen, die auf das Konto der syrischen Muslimbrüder gingen. Nach einem weiteren Anschlag in der Militärakademie von Aleppo 1979, dem 50 oder mehr alawitische Kadetten zum Opfer fielen, ging die Regierung verschärft gegen die Muslimbrüder vor.
Zu einem folgenschweren Aufstand, wiederum von Muslimbrüdern initiiert, kam es im Februar 1982 in der mittelsyrischen Stadt Hama. Das Militär griff mit Panzern und Kampfflugzeugen ein, und es kam zu heftigen Kämpfen, in deren Verlauf große Teile der Altstadt zerstört wurden. Etwa 1000 Soldaten und zwischen 10.000 und 30.000 Zivilisten verloren ihr Leben. Der Niederschlagung des Aufstands, der als das Massaker von Hama bekannt wurde, folgte eine umfangreiche Verhaftungswelle, die der fundamentalistischen Opposition das Rückgrat brach. In der Folge war Assads Machtposition stark und kaum gefährdet.
Während des Ersten Golfkrieges (1980–1988) unterstützte Syrien die Islamische Republik Iran gegen den ebenfalls von der Baath-Partei regierten Irak unter Saddam Hussein. Nach dem Einmarsch irakischer Truppen in Kuwait war Syrien militärisch an dessen Befreiung während des zweiten Golfkrieges beteiligt. Die Beziehungen zum östlichen Nachbarland wurden erst ab 1997 teilweise normalisiert, die 1980 abgebrochenen diplomatischen Beziehungen aber erst im November 2006 wieder aufgenommen.
1994 kam Assads ältester Sohn Basil al-Assad, der sein Nachfolger werden sollte, bei einem Autounfall in der Nähe des Flughafens von Damaskus ums Leben.
Nach dem Tod des syrischen Präsidenten Hafiz al-Assad am 10. Juni 2000 wurde am 10. Juli sein zweitjüngster Sohn Baschar al-Assad nach einer Verfassungsänderung bezüglich des Mindestalters eines Präsidenten mit einer Mehrheit von 97,29 % (offizielles Wahlergebnis) zum nächsten Präsidenten gewählt. Unter ihm begann der Damaszener Frühling, der demokratische Reformen zum Ziel hatte.
Baschār galt anfangs als liberaler als sein Vater, da er unter anderem in London studiert und dort auch geheiratet hatte. Erstes Anzeichen eines neuen politischen Kurses war die Freilassung von 600 politischen Gefangenen im November 2000. Unter Baschar wurde die Benutzung des Internets erlaubt. Allerdings wurden im September 2001 erneut bekannte Oppositionelle inhaftiert. Im Frühjahr 2004 wurden nach Demonstrationen und Zusammenstößen mit den Sicherheitsdiensten hunderte syrische Kurden, darunter auch Kinder, verhaftet und getötet. Diese Demonstrationen fanden in Qamischli, Amuda und Afrin statt, wo die meisten Kurden leben.
Im Februar 2005 wurde in Beirut ein Attentat auf den Fahrzeugkonvoi von Rafiq Hariri verübt, den ehemaligen langjährigen Regierungschef des Libanon. Da es Hinweise auf Geheimdienst-Aktivitäten gab, wuchs der Druck auf Syrien. Insbesondere die USA machte dessen Führung für das Attentat verantwortlich. Doch auch Frankreich forderte von Syrien die volle Souveränität Libanons zurück. Im Mai 2005 gab Präsident Assad diesen Forderungen teilweise nach.
Im Verlauf seiner Herrschaft hat auch Baschar al-Assad einen ausgeprägten Personenkult um sich aufgebaut.

### Bürgerkrieg seit 2011
Ab März 2011 kam es zu Protesten gegen die Regierung Assads, die sich im Laufe der Monate zu einem Bürgerkrieg entwickelten. Seit Beginn des Krieges wurden 400.000 Menschen getötet, schätzte im April 2016 der Sondergesandte der Vereinten Nationen (UN) für Syrien, Staffan de Mistura. Rund 12,9 Mio. Syrer sind innerhalb oder außerhalb Syriens auf der Flucht. Dabei wurden mehrere Massaker, gleichermaßen an der oppositionellen wie auch der regierungstreuen Zivilbevölkerung oder auch vielerorts an Bediensteten öffentlicher Einrichtungen verübt. Die verschiedenen Oppositionsgruppen bekämpfen sich auch gegenseitig. Großes Aufsehen erregte Ende Mai 2012 das Massaker in der Region Hula. Diese Verbrechen werden einerseits dem Staat und den staatsnahen Milizen (Schabiha) oder andererseits den oppositionellen Kräften wie der Freien Syrischen Armee (FSA) und anderen kriegführenden Gruppen zugeordnet. Die FSA wird von der türkischen Regierung und von der US-amerikanischen Regierung mit Waffen beliefert. 2013 gab es in Syrien umfangreiche Missionen des Internationalen Komitee vom Blauen Schild (Association of the National Committees of the Blue Shield, ANCBS) mit Sitz in Den Haag zum Schutz der vom Bürgerkrieg, den Unruhen und von Diebstahl bedrohten Kulturgüter (Museen, Archive, Ausgrabungsstätten, Denkmäler, Bauten etc.), denn in vielen Fällen versuchen die Konfliktparteien ganz bewusst, das kulturelle Erbe und Gedächtnis des Gegners zu zerstören. Dabei wurden auch Erstellungen von „No-Strike-Listen“ vorgenommen.
Seit Frühjahr 2011 entwickelte sich aus Demonstrationen gegen die syrische Regierung der Bürgerkrieg in Syrien, der bislang (Stand: 3/2017) nach Schätzung der Syrischen Beobachtungsstelle für Menschenrechte mehr als 465.000 Todesopfer gefordert hat. Mehr als fünf Millionen Syrer sind (Stand: 3/2017) aus dem Land geflohen, überwiegend in Nachbarländer oder nach Europa. 6,3 Millionen weitere sind innerhalb Syriens auf der Flucht. Der Bürgerkrieg führte zu einer De-facto-Teilung des Landes. Die Terrororganisation Islamischer Staat kontrollierte im Mai 2015 über die Hälfte des syrischen Staatsgebiets, in dem allerdings kaum 15 % der Bevölkerung leben, während die Hauptstadt Damaskus, 10 der 13 Provinzhauptstädte und die dicht besiedelten Gebiete im Westen des Landes, in dem die Mehrheit der Bevölkerung lebt, weiterhin unter der Kontrolle syrischer Regierungstruppen stehen. Die restlichen Gebiete wurden von Rebellengruppen wie der Freien Syrischen Armee, den kurdischen Volksverteidigungseinheiten der Autonomen Administration Rojava, und dem al-Qaida-Ableger al-Nusra-Front kontrolliert.
Ab 2020 war auch Syrien von der COVID-19-Pandemie betroffen.
Laut dem Syrischen Netzwerk für Menschenrechte wurden im syrischen Bürgerkrieg bis Juli 2024 insgesamt 231.496 Zivilisten getötet. Der Tod von 201.290 Zivilisten (87 % der zivilen Todesopfer) ist dabei laut dem Netzwerk auf die syrischen Streitkräfte und iranische Pro-Assad-Kräfte zurückzuführen.
Die WHO meldete im Oktober 2022 einen Ausbruch von Cholera mit 10.000 Erkrankten. Es mangelt an sauberem Trinkwasser, Wissen, Hygiene und Medikamenten.
Laut Insidern und Experten, unter anderem des Middle East Institute, hat die Assad-Administration „Syrien in einen Narco-Staat verwandelt“. Das infolge des Bürgerkriegs international relativ isolierte und durch den Westen sanktionierte Assad-Regime sei sehr von der Produktion und dem Export des billigen Aufputschmittels Captagon abhängig, um Milliarden an Devisen für den Staatshaushalt einzunehmen. Ganze Divisionen der syrischen Armee seien nur mit der Produktion und dem Transport der Pillen beschäftigt. Mahir al-Assad sei im Assad-Regime für den Drogenhandel zuständig. Das Regime stütze sich dabei auch „auf ein Netzwerk von Günstlingen und eine Gruppe von Warlords“. US-Forschern zufolge trug der Captagon-Handel im Jahr 2021 etwa 5,1 Milliarden Euro zum syrischen Inlandsprodukt bei, 2017 waren es noch 1,6 Milliarden Euro gewesen.

### Angriffe von Paramilitärs auf US-Militärstützpunkte im Jahr 2023
In Syrien und auch im Irak kam es infolge des laufenden Gazakrieges im verstärkten Maß zu militärischen Auseinandersetzungen zwischen Einheiten der United States Army. Seit dem 17. Oktober 2023 griffen von Iran unterstützte Paramilitärs, die unter dem Dach des Islamischen Widerstands im Irak organisiert sind, vermehrt mit Drohnen und Raketen US-amerikanische Militärstützpunkte in Syrien und dem Irak an. Nach Angaben der Regierung der Vereinigten Staaten wurden seit dem 17. Oktober 2023 mindestens 40 Angriffe verübt, darunter 22 auf US-Militärbasen im Irak und 18 auf solche in Syrien. Im Gegenzug griffen US-amerikanische Kampfflugzeuge zweimal Einrichtungen der Paramilitärs an.

### Rebellenoffensive und Sturz Assads 2024
Ende November 2024 stürzten syrische Rebellen, angeführt von der HTS und SNA innerhalb von weniger als zwei Wochen in einer Großoffensive das Jahrzehnte über Syrien herrschende diktatorische Regime der al-Assad-Familie. Staatspräsident Baschar al-Assad floh mit seinen engsten Angehörigen nach Moskau, wo das russische Außenministerium erklärte, dass dieser entschieden habe, als Staatspräsident abzutreten. Assad erhielt dort laut einer Erklärung der russischen Regierung Asyl.

### Israelische Offensive 2024
Nachdem die syrischen Streitkräfte im Dezember 2024 beinahe kampflos den Sturz des Assad-Regimes durch Rebellen am 7. und 8. Dezember hingenommen und sich die Streitkräfte de facto aufgelöst hatten, bombardierten die israelischen Streitkräfte am 8. und 9. Dezember die gesamte Infrastruktur der syrischen Streitkräfte; ein israelischer Militärreporter sprach von mehr als 250 Luftangriffen über zwei Tage und dass alles, was die Armee des syrischen Staates über Jahrzehnte gehalten und aufgebaut habe, zerstört worden sei: Panzer, Flugzeuge, Hubschrauber, Schiffe, Flugabwehrsysteme, Raketen, Militär- bzw. Munitionsfabriken, Geheimdiensteinrichtungen, Militärbasen, Waffenlager, Forschungszentren und Militärflugplätze. Die neue Rebellenregierung müsse mit M16- und Kalaschnikow-Gewehren ihre militärischen Fähigkeiten neu aufbauen. Mit der Zerstörung soll laut Insidern verhindert werden, dass Waffensysteme in den Besitz von Rebellengruppen fallen, die Israel feindlich gesinnt sind. Ein Militärkommandeur der siegreichen syrischen Rebellen behauptete, es seien innerhalb von 24 Stunden mehr als 140 israelische Luftangriffe gegen mehr als 40 militärische Ziele in Syrien gezählt worden. Der Syrischen Beobachtungsstelle für Menschenrechte zufolge waren es die „schwersten Angriffe (Israels) in der Geschichte Syriens“. Des Weiteren drangen israelische Bodentruppen auf den Golanhöhen weiter in syrisches Staatsgebiet vor und besetzten dort ein ursprünglich als UNDOF-Pufferzone ausgewiesenes Gebiet. Zuvor, infolge des Zusammenbrechens des Assad-Regimes, hatte sich die syrische Armee aus diesem Gebiet zurückgezogen. Dies sowie den Sturz des Assad-Regimes nahm die von Benjamin Netanjahu geführte israelische Regierung zum Anlass, ein im Jahr 1974 zwischen Israel und Syrien geschlossenes Entflechtungsabkommen für beendet zu erklären. Seit der Gründung Israels im Jahr 1948 befinden sich Syrien und Israel im Kriegszustand.

## Politik

### Politisches System
Syrien ist nach der Verfassung von 2012 formell ein Mehrparteiensystem mit semipräsidentiellem Regierungssystem. In der Realität besteht jedoch ein sozialistisches Einparteiensystem, da die Baath-Partei das gesamte politische System des Landes dominiert und sich nur formal in einer Koalition mit kleineren Blockparteien, der Nationalen Fortschrittsfront, befindet. Zudem ist das politische System weitgehend auf den Präsidenten fokussiert, der das Land autoritär regiert. Üblicherweise wird die syrische Regierung deshalb als Diktatur mit Baschar al-Assad an der Spitze angesehen und bezeichnet.
Am 8. Dezember 2024 floh Diktator Assad jedoch nach Jahren des Bürgerkriegs infolge einer Rebellenoffensive nach Russland und die Armee erklärte das Ende seiner Herrschaft. Seither befindet sich das Land unter Kontrolle mehrerer oppositioneller Milizen, insbesondere der islamistischen HTS, und dem demokratischen Rojava.

#### Präsident
Staatsoberhaupt, Inhaber der Exekutivgewalt und Oberbefehlshaber der Streitkräfte ist der mit weitgehenden Vollmachten ausgestattete Präsident, welcher der Verfassung nach vom Parlament nominiert und auf sieben Jahre direkt gewählt wird, zuletzt 2021. Die Wahlen gelten aber als Scheinwahlen. Er bestimmt die Richtlinien der Politik, ernennt bzw. entlässt die Regierung unter Vorsitz des Ministerpräsidenten - derzeit übergangsweise Mohammed al-Baschir - und hat Gesetzesinitiativ- sowie Vetorecht. Der Präsident muss muslimischen Glaubens sein und mindestens 34 Jahre alt sein. Dieses Mindestalter wurde von 40 Jahren abgesenkt, damit nach dem Tod des langjährigen Präsidenten Hafiz al-Assad sein Sohn Baschar die politische Führung des Landes übernehmen konnte. Nach dem Sturz von Baschar-al Assad wurde Ahmed al-Scharaa Übergangspräsident.

#### Legislative
Die Legislative liegt nominell beim Volksrat, dessen 250 Abgeordnete für vier Jahre gewählt werden. Praktisch hat diese jedoch keine Bedeutung. Laut Artikel 3 der Verfassung ist die islamische Fiqh eine Hauptquelle der Gesetzgebung. Das anwendbare Ehe- und Familienrecht bestimmt sich in Syrien nach der Religionszugehörigkeit. Nur auf Moslems ist die Scharia anwendbar, für katholische Christen ist der codex iuris canonici maßgeblich.

#### Frauenwahlrecht
Das Regime nach dem Staatsstreich von Oberst Husni az-Za'im 1949 sah ein begrenztes Wahlrecht für Frauen mit einer gewissen Bildung als Teil einer Reihe von politischen und sozialen Reformen vor. Am 10. September 1949 wurde für alle Frauen, die die sechste Klasse der Schule abgeschlossen hatten, das aktive und passive Frauenwahlrecht eingeführt. Es wurde später auf alle Frauen, die lesen und schreiben konnten, ausgeweitet, und 1953 wurden alle Bildungseinschränkungen aufgehoben, die das Wahlrecht von Frauen beschnitten hatten. Nach einem weiteren Staatsstreich im selben Jahr wurde das Wahlrecht wieder auf die Basis von 1949 zurückgeschraubt. Erst 1973 erhielten Frauen das volle Wahlrecht zurück.

#### Parteien
Die dominierende Partei vor dem Sturz von Baschar al-Assad war die Baath-Partei. Der Generalsekretär der Baath-Partei ist zugleich der Präsident. Daneben gibt es kleinere Parteien wie die Kommunistischen Parteien und die Arabische Sozialistische Union, welche als Blockparteien mit der Baath-Partei zur Koalition Nationale Front zusammengeschlossen sind, sowie die Syrische Soziale Nationalistische Partei (SSNP). Parteien, welche eine ethnische Minderheit oder eine religiöse Gruppe repräsentieren, sowie echte Oppositionsparteien waren verboten.

### Politische Indizes
| Name des Index                     | Indexwert     | Weltweiter Rang | Interpretationshilfe | Jahr |
| ---------------------------------- | ------------- | --------------- | --- | ---- |
| Fragile States Index               | 107,1 von 120 | 5 von 179       | Stabilität des Landes: großer Alarm 0 = sehr nachhaltig / 120 = sehr alarmierend Rang: 1 = fragilstes Land / 179 = stabilstes Land | 2023 |
| Demokratieindex                    | 1,43 von 10   | 163 von 167     | Autoritäres Regime 0 = autoritäres Regime / 10 = vollständige Demokratie                                                           | 2023 |
| Freedom in the World Index         | 1 von 100     | —               | Freiheitsstatus: unfrei 0 = unfrei / 100 = frei                                                                                    | 2024 |
| Rangliste der Pressefreiheit       | 17,4 von 100  | 179 von 180     | Sehr ernste Lage für die Pressefreiheit 100 = gute Lage / 0 = sehr ernste Lage                                                     | 2024 |
| Korruptionswahrnehmungsindex (CPI) | 13 von 100    | 177 von 180     | 0 = sehr korrupt / 100 = sehr sauber                                                                                               | 2023 |

### Verwaltungsgliederung
Syrien ist seit 1987 in 14 Gouvernements (muḥāfaẓāt, singular: muḥāfaẓa) unterteilt:
| 1. Damaskus 2. Rif Dimaschq 3. Quneitra 4. Dar'a 5. as-Suwaida 6. Homs 7. Tartus 8. Latakia 9. Hama 10. Idlib 11. Aleppo 12. ar-Raqqa 13. Deir ez-Zor 14. al-Hasaka |

Die Gouvernements sind weiter unterteilt in Distrikte (manāṭiq, Sg. minṭaqa), diese weiter in nawāḥī (Sg. nāḥiya).
Städte
Die größten Städte sind (amtliche Zahlen, Stand 1. Januar 2005): Damaskus 4.139.714 Einwohner, Aleppo 2.576.797 Einwohner, Homs 1.124.871 Einwohner, Latakia 431.606 Einwohner und Hama 348.862 Einwohner. Die Agglomeration um Damaskus hat etwa sechs Millionen Einwohner, die um Aleppo etwa 2,5 Millionen.

### Menschenrechtslage
Nach einem Bericht von Human Rights Watch 2012 setzte die syrische Regierung systematisch Folter ein, im Sinne von Verbrechen gegen die Menschlichkeit. Die UN-Hochkommissarin für Menschenrechte, Navi Pillay, verlangte die Verfolgung dieser Verbrechen vor dem Internationalen Strafgerichtshof. Die Verantwortlichen der Folterzentren stehen auf der Sanktionsliste der Europäischen Union gegen Syrien.
Von Human Rights Watch wurden 2012 die GPS-Daten von 27 Geheimdienstzentralen und Gefängnissen veröffentlicht, in denen gefoltert werde. Die Folterzentralen lassen sich vier Zweigen zuordnen: dem Militärgeheimdienst, dem Luftwaffengeheimdienst, dem Direktorat für politische Sicherheit und dem allgemeinen Geheimdienst.
Amnesty International dokumentierte während des Bürgerkrieges in Syrien zahlreiche außergerichtliche Massenhinrichtungen von Zivilisten.
ORF berichtete am 13. Januar 2022: „In Deutschland ist im weltweit ersten Prozess um Folter durch den syrischen Staat der Angeklagte [am 13. Januar 2022] zu einer lebenslangen Haftstrafe verurteilt worden. Das Oberlandesgericht in der rheinland-pfälzischen Stadt Koblenz sprach den 58-jährigen Anwar R. wegen Verbrechen gegen die Menschlichkeit, 27-fachen Mordes und weiterer Delikte schuldig. / Der Beschuldigte war laut Anklage früher Mitarbeiter des Geheimdiensts des syrischen Machthabers Baschar al-Assad und soll ein Gefängnis geleitet haben. In der Al-Chatib-Haftanstalt in […] Damaskus sollen unter der Befehlsgewalt des Angeklagten zwischen April 2011 und September 2012 mindestens 4.000 Häftlinge mit Schlägen, Tritten und Elektroschocks gefoltert worden sein. / Viele starben dabei. Das Urteil entsprach weitgehend der Forderung der deutschen Bundesanwaltschaft, die in dem weltweit mit Aufmerksamkeit verfolgten Prozess die Anklage vertreten hatte. Die Verteidigung forderte naturgemäß einen Freispruch. […]“
Bei einem von Kanada und den Niederlanden angestrengten Eilverfahren vor dem Internationalen Gerichtshof wies dieser Syrien 2023 an, sofort alle notwendigen Maßnahmen zu ergreifen, um die systematische Staatsfolter, die willkürlichen Verhaftungen und die gravierenden Menschenrechtsverletzungen zu unterbinden. Außerdem dürfe Syrien keine Beweise für diese Taten vernichten.

### Außenpolitik
Syrien hatte unter der Assad-Herrschaft enge Kontakte zur Hamas, zur Hisbollah/Amal-Bewegung sowie zu Iran. Das Bündnis dieser Kräfte, zu dem noch die Huthi und einige andere islamische Milizen gehören, wird als Achse des Widerstands bezeichnet. Die Achse steht vor allem in Konflikt mit den USA, Israel und anderen pro-westlichen Kräften, aber auch den sunnitischen Monarchien der Region. Wie die gesamte Achse hatte auch Syrien gute Beziehungen mit Russland.
Bis 2011 kam Syrien aufgrund seiner besonderen Kontakte aus Sicht des Westens noch eine strategische Rolle als Vermittler in der Region zu.

#### Verhältnis zu Israel

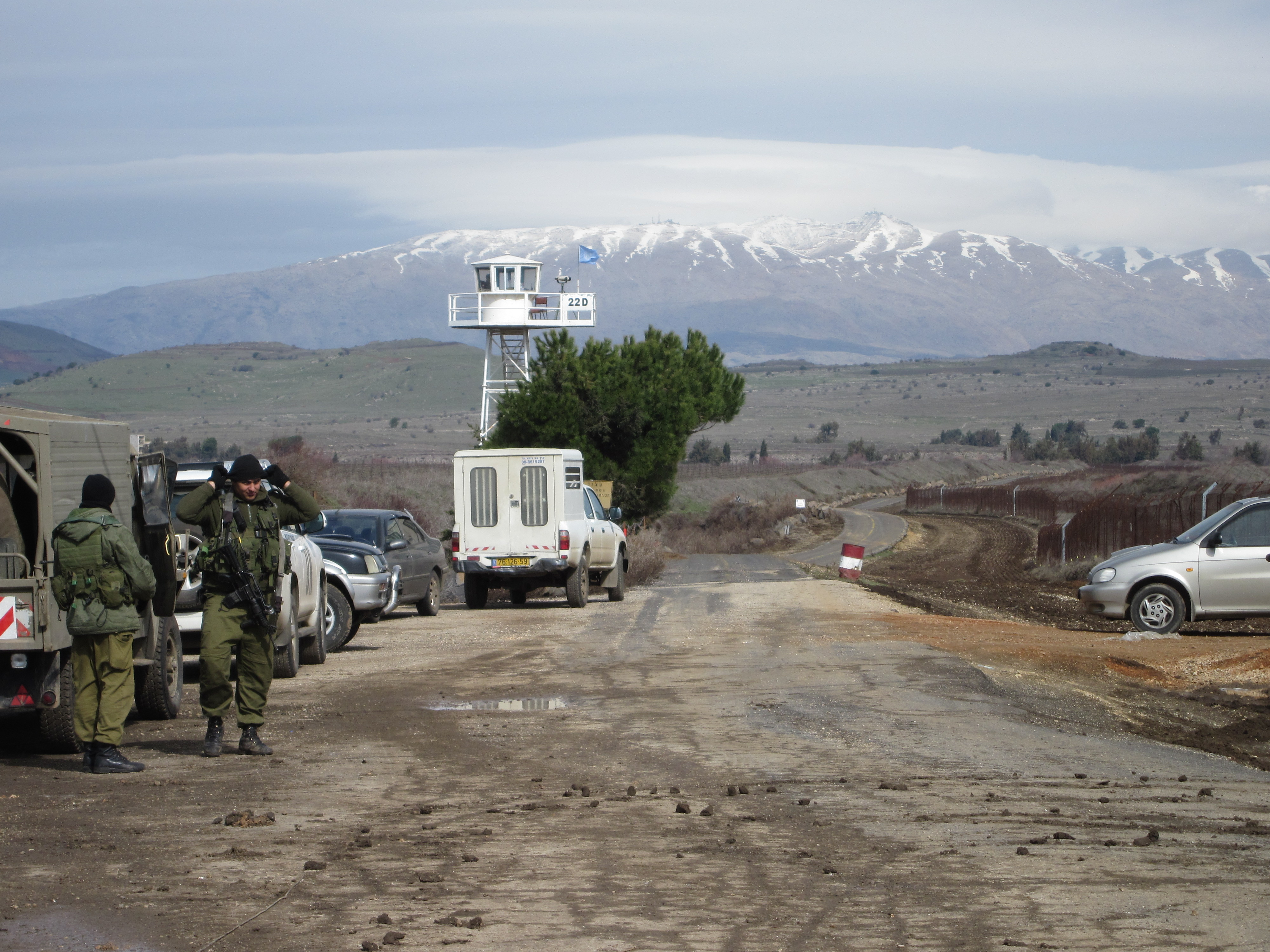
Grenzübergang zwischen Israel und Syrien nahe Quneitra im Jahr 2011

Seit der israelischen Staatsgründung erkennt Syrien den jüdischen Staat nicht an und führte mehrfach Krieg gegen Israel, u. a. 1948 im Palästinakrieg infolge der Unabhängigkeitserklärung Israels. In syrischen Atlanten wird die Gegend an der südöstlichen Küste des Mittelmeeres inklusive des israelischen Staatsgebietes nur als „Palästina“ bezeichnet.
Im Verlauf des Sechstagekrieges 1967 besetzte Israel einen Großteil der Golanhöhen, von wo immer wieder syrischer Beschuss erfolgt war. Seitdem herrscht zwischen den beiden Ländern lediglich ein Waffenstillstand. Der Abschluss eines Friedensvertrages, der eine völkerrechtliche Anerkennung beinhalten könnte, ist für die syrische Seite eng an die Rückgabe der Golanhöhen geknüpft, die wiederum für Israel aus Sicherheitsgründen von immenser strategischer Wichtigkeit sind.
Israel beschuldigte die Regierung Assad, Terroristen Unterschlupf zu gewähren. Nach einem Selbstmordanschlag des Islamischen Dschihad in einem Lokal in Haifa, bei dem 19 Menschen getötet wurden, flogen die israelischen Luftstreitkräfte im Oktober 2003 den ersten Luftangriff auf Syrien seit 30 Jahren. Ziel war ein vermutetes Terroristenausbildungslager südlich von Damaskus, in dem nach israelischen Angaben auch Angehörige des Islamischen Dschihad trainiert wurden.
Am 6. September 2007 führten die israelischen Verteidigungsstreitkräfte einen Luftangriff auf die Militäreinrichtung Al Kibar (35° 42′ 28,2″ N, 39° 49′ 59,8″ O) in Syrien durch. Bislang machte die israelische Regierung keine weiteren Angaben über den Angriff. Von der New York Times veröffentlichte Videoaufnahmen erhärten den Verdacht, das Ziel sei eine im Bau befindliche Atomanlage nordkoreanischer Bauart gewesen. Die US-Regierung beschuldigt Syrien, mit Nordkorea ein kooperatives Atomprogramm zu unterhalten. Syrien bestreitet dies und beteuert, bei der Anlage habe es sich um ein leeres Militärgebäude gehandelt.
Im Februar 2009 veröffentlichte die Internationale Atomenergie-Organisation (IAEA) jedoch einen Bericht, dem zufolge in Proben aus der Anlage Spuren von Uran gefunden wurden. Ende Mai 2011 veröffentlichte die Organisation die Einschätzung, es handele sich „sehr wahrscheinlich“ um einen Atomreaktor. In diesem Bericht hieß es, dies ergebe sich aus allen der Behörde vorliegenden Informationen und der technischen Auswertung derselben.
Im Mai 2008 erklärten Israel und Syrien, Friedensverhandlungen aufzunehmen. Den Gesprächen gingen indirekte Verhandlungen zwischen den Staaten voraus, die seit dem Jahr 2004 unter türkischer Vermittlung stattfanden. Auch in der strittigen Frage der Rückgabe der besetzten Gebiete der Golanhöhen sei man sich bereits nähergekommen. Mit dem Gaza-Konflikt Ende 2008 wurden die Gespräche mit Israel ausgesetzt.

#### Verhältnis zum Libanon
Syrien betrachtete sich lange als Schutzmacht des kleinen Nachbarstaates Libanon, der fast die gesamte östliche Landgrenze mit Syrien gemeinsam hat. Die langjährige Besetzung größerer Teile des Libanon galt offiziell als Unterstützung gegen Israel und wurde von der pro-syrischen Regierung des Omar Karame bis zuletzt befürwortet. Die letzten Einheiten der syrischen Armee verließen den Libanon Ende April 2005, als es dort nach dem Mord an Ex-Premier Rafik Hariri (14. Februar) schwere Vorwürfe an den syrischen Geheimdienst und tagelange Massenproteste gab. Sie führten auch zum Rücktritt der Regierung Karame.
Im April 2005 beauftragten die Vereinten Nationen ihren Spitzendiplomaten Detlev Mehlis, den bis dato ungeklärten Mord in Beirut an Ex-Premier Hariri zu untersuchen. Am 20. Oktober 2005 berichtete Mehlis dem Sicherheitsrat über eine klare Mittäterschaft syrischer Geheimdienstkreise an dem Anschlag in Beirut, bei dem außer Hariri 21 Menschen umkamen. Syrien hatte eine Verwicklung stets verneint und sprach von einem Komplott des Westens – insbesondere weil die USA auch Kontakte zu den Attentätern vom 11. September vermuteten. Am 31. Oktober forderte der Sicherheitsrat der Vereinten Nationen in einer einstimmigen UN-Resolution von Syrien volle Kooperation zur Aufklärung des Hariri-Mordes. Er verzichtete zwar auf die lange diskutierten Sanktionen, behielt sich aber weitere Schritte und eine Untersuchung durch UN-Ermittler vor. Die Hauptforderung war, es müssten alle verdächtigen Personen vernommen werden, zu denen auch Bruder und Schwager des syrischen Präsidenten Assad gehören.
Laut UN-Chefermittler Mehlis (siehe 20. Oktober) habe Syrien „bisher den Daumen auf viele wichtige Informationen gehalten“ und ihn an Befragungen gehindert. Die von den USA, Großbritannien und Frankreich eingebrachte Resolution wurde nach Abmilderung einstimmig beschlossen und verpflichtet alle Staaten, Verdächtigen die Einreise zu verweigern und ihre Bankguthaben einzufrieren. Während Syriens Außenminister al-Scharaa in New York einen Eklat verursachte und in Damaskus gegen die Resolution demonstriert wurde, stimmten ihr der Libanon und auch arabische Staaten zu.
Die Abmilderung des vom Westen eingebrachten Resolutionsentwurfs war auf Druck Russlands und Chinas erfolgt. So wurde auf die offene Androhung von Sanktionen gegen Syrien verzichtet, doch behielt sich der Sicherheitsrat „weitere Maßnahmen“ vor, falls sich Syrien nicht an die Vorgaben hält. Auch die Aufforderung an die syrische Führung, jede Unterstützung des Terrorismus zu beenden, wurde gestrichen.
Die heftige Protestwelle in Syrien gegen die UN-Beschlüsse und die USA wurde vom Westen als gesteuert angesehen. Auch die Reden des syrischen Außenministers trugen zur weiteren Isolation des Landes bei, von dem erst kurz zuvor strengere Grenzkontrollen zum Irak gegen den Übertritt von Terroristen gefordert worden waren.
Der Nachfolger von Detlev Mehlis war Serge Brammertz, der am 19. Januar 2006 im Libanon eintraf.
Im Oktober 2008 einigten sich beide Länder auf die Aufnahme vollständiger diplomatischer Beziehungen; hierzu sollten auch erstmals in der Geschichte beider Staaten Botschafter ausgetauscht werden. Dieser Schritt wurde als offizielle Anerkennung des Libanon seitens Syriens gewertet. Im Dezember 2008 wurde die syrische Botschaft in Beirut eröffnet, die libanesische Botschaft nahm im März 2009 ihre Arbeit auf.

#### Verhältnis zur Türkei
Zum Nachbarstaat Türkei hat Syrien ein belastetes Verhältnis; die offiziellen diplomatischen Beziehungen sind seit 2012 eingefroren. Die traditionell angespannten Beziehungen sind auf eine Reihe von Streitigkeiten zurückzuführen, darunter die Annexion der Provinz Hatay durch die Türkei im Jahr 1939, Wasserstreitigkeiten im Zusammenhang mit dem Südostanatolien-Projekt und Syriens Unterstützung der Arbeiterpartei Kurdistans (PKK). Nach der Ausweisung des PKK-Führers Abdullah Öcalan durch die syrischen Behörden im Oktober 1998 verbesserten sich die Beziehungen erheblich. Ende 2004 flog der türkische Premierminister Recep Tayyip Erdoğan nach Damaskus, um ein bilaterales Freihandelsabkommen zu unterzeichnen.
Nach dem Beginn des Bürgerkriegs verurteilte die türkische Regierung die Gewalt gegen die Opposition, forderte das syrische Regime zum Rücktritt auf, verhängte Wirtschaftssanktionen gegen Syrien und brach die diplomatischen Beziehungen ab. Nach dem Selbstmordanschlag in Gaziantep im August 2016 startete die Türkei eine militärische Intervention in Nordsyrien, um gegen den IS und kurdische Rebellen vorzugehen. Die Türkei hält seit dem Beginn der Offensive bedeutende Gebiete in Nordsyrien besetzt unter Berufung auf ihr Recht zur Selbstverteidigung. Die völkerrechtliche Legalität dieser Operationen ist allerdings zweifelhaft und sorgte für Proteste in Damaskus. Für eine vollständige Normalisierung der Beziehungen fordert Syrien den Rückzug aller türkischer Truppen aus Syrien.

#### Verhältnis zu Russland
Die engen Beziehungen zu Russland gehen auf den Kalten Krieg zurück, als die Sowjetunion mit Syrien militärisch, wirtschaftlich und politisch kooperierte. 1971 wurde der Sowjetunion im Rahmen eines Abkommens mit Präsident Hafiz al-Assad gestattet, einen Marinestützpunkt in Tartus zu nutzen, wodurch die Sowjetunion eine stabile Präsenz im Nahen Osten erhielt. Während des Kalten Krieges hatte Syrien Waffen aus sowjetischer Produktion auf Kredit importiert, darunter 5000 Panzer, 1200 Flugzeuge und 70 Kriegsschiffe mit einem Wert von 26 Milliarden US-Dollar. Diese ausstehenden Schulden verkomplizierten die russisch-syrischen Beziehungen in den 1990er Jahren. Bei einem Treffen von Baschar al-Assad mit Präsident Wladimir Putin im Januar 2005 wurden die Beziehungen deutlich vertieft, und Russland erließ Syrien drei Viertel seiner Schulden in Höhe von 13,4 Milliarden Dollar. Russland wurde daraufhin erneut zum wichtigsten Waffenlieferanten.
Ab 2011 legte Russland nach dem Beginn des syrischen Bürgerkriegs sein Vetorecht im UN-Sicherheitsrat gegen Resolutionen ein, die von westlichen und arabischen Ländern unterstützt wurden, um mögliche Sanktionen oder militärische Interventionen gegen die syrische Regierung zu verhindern. Im September 2015 begann Russland mit einem Militäreinsatz in Syrien, der auf eine „Einladung“ russischer Streitkräfte durch Präsident Assad erfolgte. Mit dem Einsatz konnte Russland Assads Regime zunächst erfolgreich stabilisieren und dessen Sturz bis 2024 verhindern. Der russische Militäreinsatz band das syrische Regime noch enger an Russland und konnte die russische Position in Syrien deutlich stärken. Am 18. Januar 2017 unterzeichneten Russland und Syrien ein Abkommen, mit dem Russland den Marinestützpunkt in Tartus weitere 49 Jahre lang nutzen und dort Hoheitsrechte ausüben darf. Es wurde auch ein Ausbau des Stützpunktes vereinbart.

### Streitkräfte
Die Streitkräfte Syriens hatten vor dem Bürgerkrieg eine Gesamtstärke von 420.000 Soldaten. Sie setzten sich aus Heer, Marine und Luftwaffe zusammen. Alle männlichen Syrer im Alter von 18 Jahren müssen einen 24-monatigen Wehrdienst leisten, falls sie nicht unter die Ein-Sohn-Regelung fallen: Der einzige Sohn einer Familie ist nicht wehrpflichtig. Oberster Befehlshaber der Streitkräfte ist der Präsident des Landes. Das Militärbudget für das Jahr 2006 betrug etwa 921 Mio. US-Dollar.
Syrien wurde beschuldigt, heimlich an einem Atomprojekt zu arbeiten. Diplomaten erklärten im November 2008, in der Anlage El Kibare entdecktes Uran sei aufbereitet gewesen, was eine Verbindung zu einem geheimen Atomprogramm Syriens nahelege. Die US-Regierung bezichtigt Syrien einer Atom-Kooperation mit Nordkorea.

## Wirtschaft

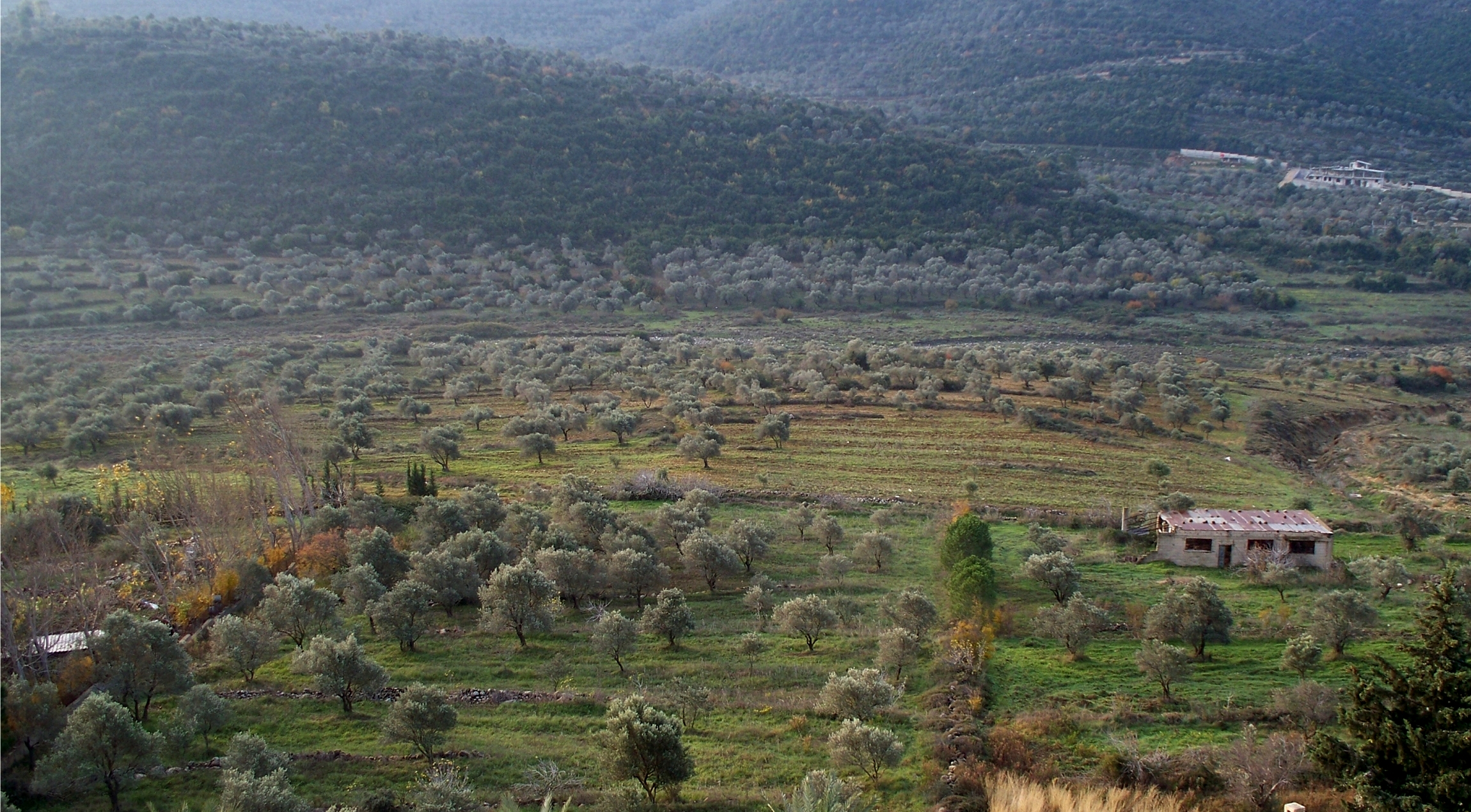
Olivenhain: Landwirtschaft stellt einen wichtigen Wirtschaftszweig in Syrien dar

Die syrische Wirtschaft ist überwiegend staatlich gelenkt, doch tritt seit einigen Jahren ein Strukturwandel ein. Die Landwirtschaft kann unter günstigen Bedingungen bis zu einem Drittel der Wirtschaftsleistung ausmachen und ist für das Land besonders wichtig. Erdöl, Textilien und Nahrungsmittel sind Syriens Hauptexportgüter, die jedoch nicht ausreichen, das leichte Handelsbilanzdefizit auszugleichen. 2010 standen Importen im Wert von ca. 13,57 Milliarden US-Dollar nur Exporte im Wert von ca. 12,84 Milliarden US-Dollar gegenüber.
Angesichts des Bürgerkrieges und der verhängten wirtschaftlichen Sanktionen wurde berichtet, dass sich die Wirtschaftslage des Landes zusehends verschlechtere. Die auf ungefähr 17 Milliarden US-Dollar geschätzten Währungsreserven sollen Mitte 2012 nahezu aufgebraucht gewesen sein. Im August 2012 bat Syrien Russland um einen Kredit in harter Währung. Im Laufe des Krieges verlor das syrische Pfund ungefähr 70 % seines Wertes, die Inflationsrate wurde im Juli 2013 auf 213 % geschätzt.
Für 2017 schätzt die CIA die Arbeitslosenquote auf 50 %.
Laut Schätzungen der Weltbank sank das Bruttoinlandsprodukt Syriens von 61,4 Milliarden US-Dollar im Jahr 2010 auf weniger als 9 Milliarden US-Dollar im Jahr 2023.
Durch den Zusammenbruch der syrischen Wirtschaft durch den Bürgerkrieg und die internationalen Sanktionen gegen das Land soll Syrien 2024 laut Berichten der Washington Times zu einer Hochburg des Drogenschmuggels geworden sein, wodurch sich die Elite des Landes nun finanzieren soll. Drogen wie Captagon im Wert von 10 Milliarden US-Dollar sollen jährlich im Land produziert und über die Grenzen geschmuggelt werden. Diese sollen zur wichtigsten Finanzierungsquelle für das sanktionierte syrischen Regimes geworden sein. In den Drogenhandel sollen auch Mitglieder der Familie Assad und das syrische Militär verstrickt sein.

### Strukturwandel

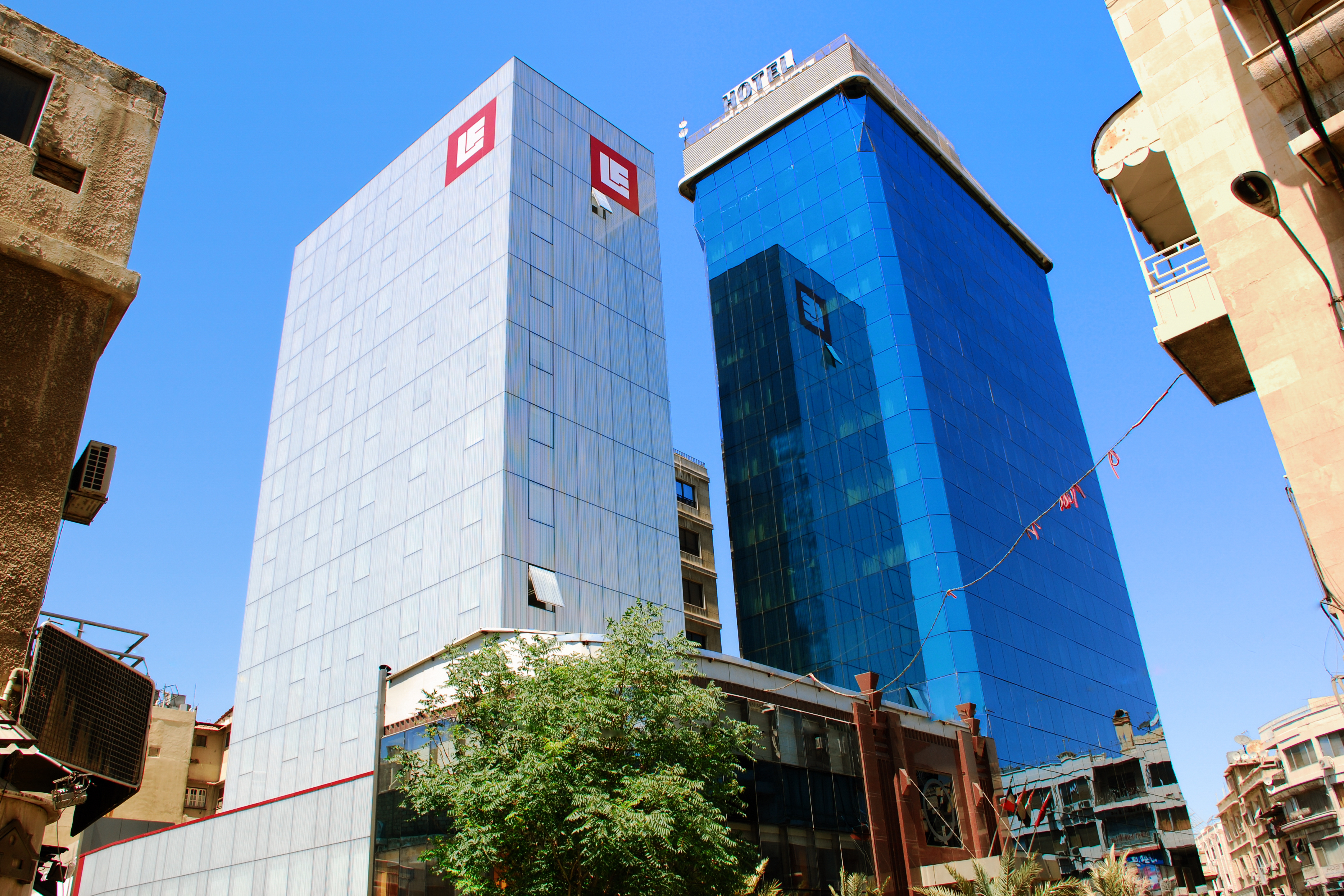
Moderne Hochhäuser in Damaskus

Da die Erdölvorkommen in Syrien vermutlich in einigen Jahren erschöpft sein werden, strebte Baschar al-Assad eine diversifiziertere Wirtschaft und einen Umbau zu einer funktionierenden Marktwirtschaft an. Dieser sollte mit jährlichen Privatinvestitionen von bis zu fünf Milliarden US-Dollar, Zusatzeinnahmen aus dem Ölexport und Investitionen aus dem Ausland finanziert werden. Zu den in einem Fünfjahresplan festgeschriebenen weitreichenden Veränderungen gehörte unter anderem eine umfassende Steuerreform, Privatisierung, der Abbau von Monopolen, Deregulierung wichtiger Sektoren und die Reduzierung des öffentlichen Sektors. Auch eine Wertpapierbörse – die Damascus Securities Exchange – wurde eingerichtet.

### Bodenschätze
Der bedeutendste Bodenschatz Syriens ist Erdöl. Daneben spielt in größerem Maße auch Erdgas eine Rolle, während Syrien in den 2000er-Jahren weltweit fünftgrößter Exporteur von Phosphat war. In geringerer Menge fördert Syrien auch Eisen, Chrom, Mangan, Asphalt und Steinsalz.
In den 1960er Jahren wurde im Nordosten des Landes das erste Öl entdeckt, das zu den schwereren Öltypen gehörte. In den 1980ern wurde außerdem in der Gegend von Deir ez-Zor leichtes, schwefelarmes Öl entdeckt. 1995 erreichte das Land jedoch bereits sein Fördermaximum mit 610.000 Barrel Tagesförderung. Danach sank die Förderrate konstant und erreichte 2008 noch 379.000 Barrel pro Tag. Im Januar 2009 wurden die verbliebenen Reserven auf 2,5 Mrd. Barrel geschätzt, wobei Fachleute sich einig waren, dass ungeachtet neuerer Entdeckungen Syrien spätestens um 2020 zum Nettoimporteur von Öl und Ölprodukten werden würde. Im Jahr 2008 wurden dagegen noch 150.000 Barrel täglich exportiert.

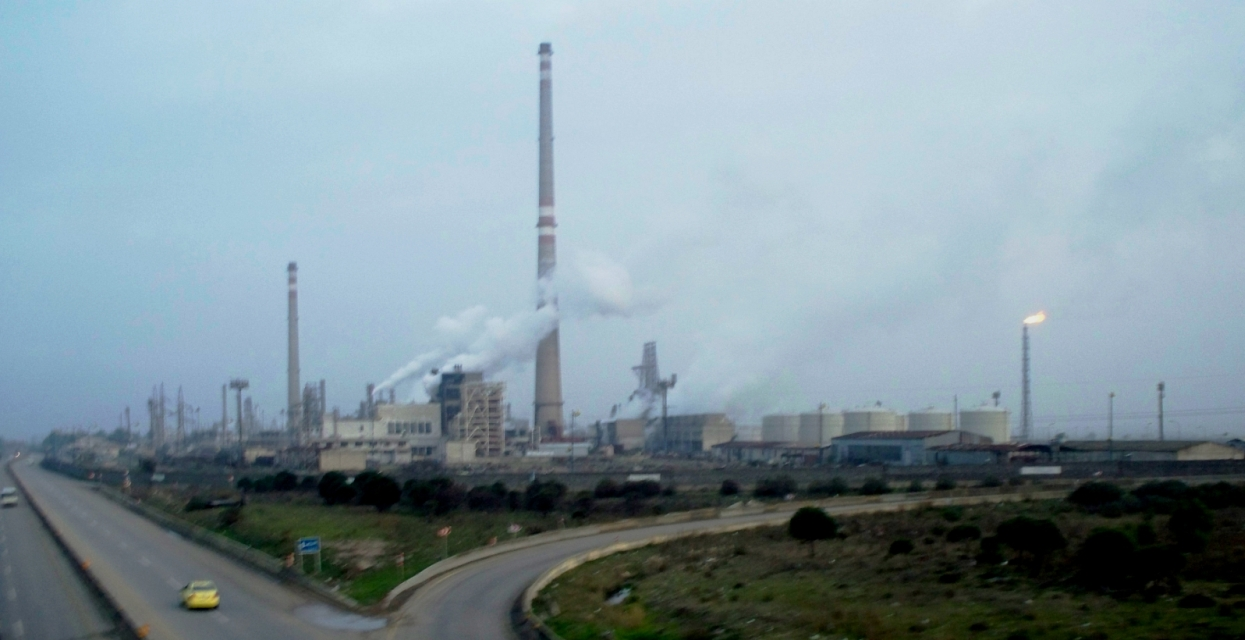
Ölraffinerie in Homs

Im Jahr 2008 machte der Ölexport 20 % der Exporte aus, die Einnahmen deckten 23 % des Staatshaushalts und hatten einen Anteil von 22 % am Bruttosozialprodukt. 2006 hatten die Einnahmen aus dem Erdölsektor noch 33 bis 40 % des Staatshaushalts beigetragen. Größtes Unternehmen im Bereich der Ölförderung und -verarbeitung ist die Syrian Petroleum Company.
Syrien förderte darüber hinaus im Jahr 2012 rund 22 Mio. Kubikmeter Erdgas täglich, die Reserven wurden damals auf 240 Mrd. Kubikmeter geschätzt. Obwohl Kooperationen mit internationalen Energieunternehmen bestanden, exportierte Syrien damals kein Erdgas, da der stark steigende inländische Energiebedarf sämtliche Förderzuwächse absorbierte, so wie Syrien auch jedes Jahr 10 % mehr Elektrizität verbrauchte.

### Tourismus
Der internationale Tourismus beschränkte sich vor dem Bürgerkrieg vor allem auf Kultur- und Sprachtouristen, während die fast 200 km lange Küste vornehmlich von Einheimischen besucht wurde. Touristische Schwerpunkte waren neben den Metropolen Damaskus und Aleppo die antike Oasenstadt Palmyra, die mittelalterlichen Burgen im westlichen Hügelland, in jüngerer Zeit auch das landschaftlich eindrucksvolle Hauran-Gebiet im Süden mit den Ruinen von Bosra. Die Infrastruktur war in den touristischen Zentren gut entwickelt, jedoch deutlich geringer in anderen Zonen, etwa um das Simeonskloster nordwestlich von Aleppo oder an den antiken Ausgrabungsstätten am Euphrat.

### Staatshaushalt
Der Staatshaushalt umfasste 2009 Ausgaben von umgerechnet 14,3 Milliarden US-Dollar, dem standen Einnahmen von umgerechnet 11,4 Milliarden US-Dollar gegenüber. Daraus ergibt sich ein Haushaltsdefizit in Höhe von 5,3 % des BIP.
Die Staatsverschuldung betrug 2009 17,5 Milliarden US-Dollar oder 31,9 % des BIP.
2006 betrug der Anteil der Staatsausgaben (in % des BIP) folgender Bereiche:
- Gesundheit: 3,9 %[125]
- Bildung: 3,9 % (1999)[21]
- Militär: 5,9 % (2005)[21]

## Infrastruktur

### Schienenverkehr
Damas–Hama et Prolongements

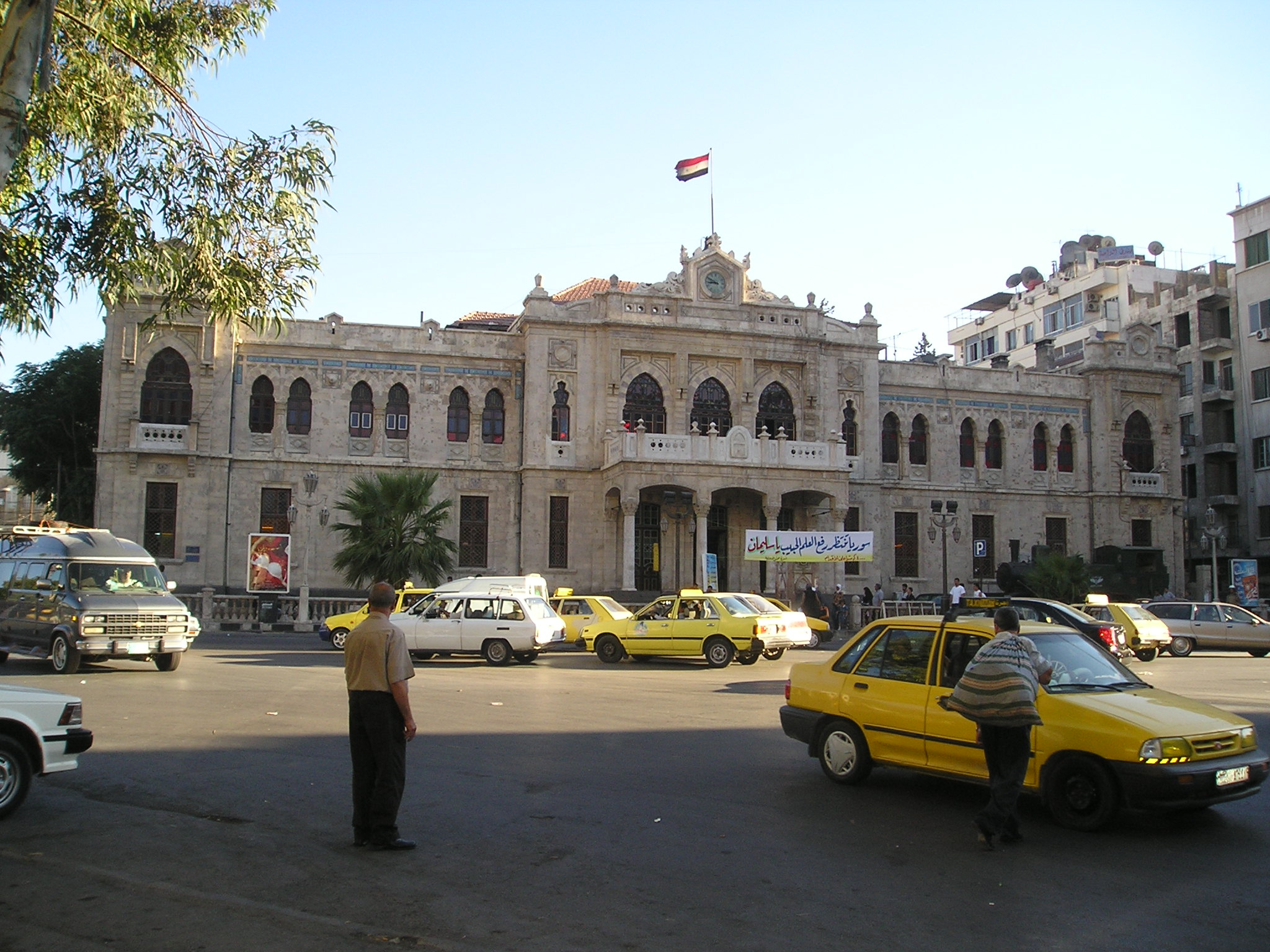
Bahnhof Damaskus-Kanawat – ehemals nördlicher Endpunkt der Hedschasbahn

Die erste Bahnlinie in dem Gebiet, das heute Syrien ist und damals Teil des Osmanischen Reichs war, wurde durch die Eisenbahn Damas–Hama et Prolongements (D.H.P.) angelegt. Sie hatte die aus französischer Kolonialtradition kommende seltene Spurweite von 1050 mm, da Konzessionsnehmer eine französische Gesellschaft war.
Die Strecken der Bahn führten von Beirut über den Anti-Libanon nach Damaskus und von dort weiter nach Muzeirib. Die Überquerung des Gebirges war technisch aufwändig; so gab es zum Beispiel Spitzkehren, die zu erzielenden Geschwindigkeiten und die anhängbare Last pro Zug waren eng begrenzt und die Kapazität der Bahn gering.
Die Verbindung Damaskus – Muzeirib wurde bereits im Ersten Weltkrieg wieder abgebaut, um das Material für die südlichen Verlängerungen der Hedschasbahn in Palästina einzusetzen. Die Verbindung Beirut – Damaskus wurde während des libanesischen Bürgerkriegs zwischen 1975 und 1990 zerstört.
Hedschasbahn

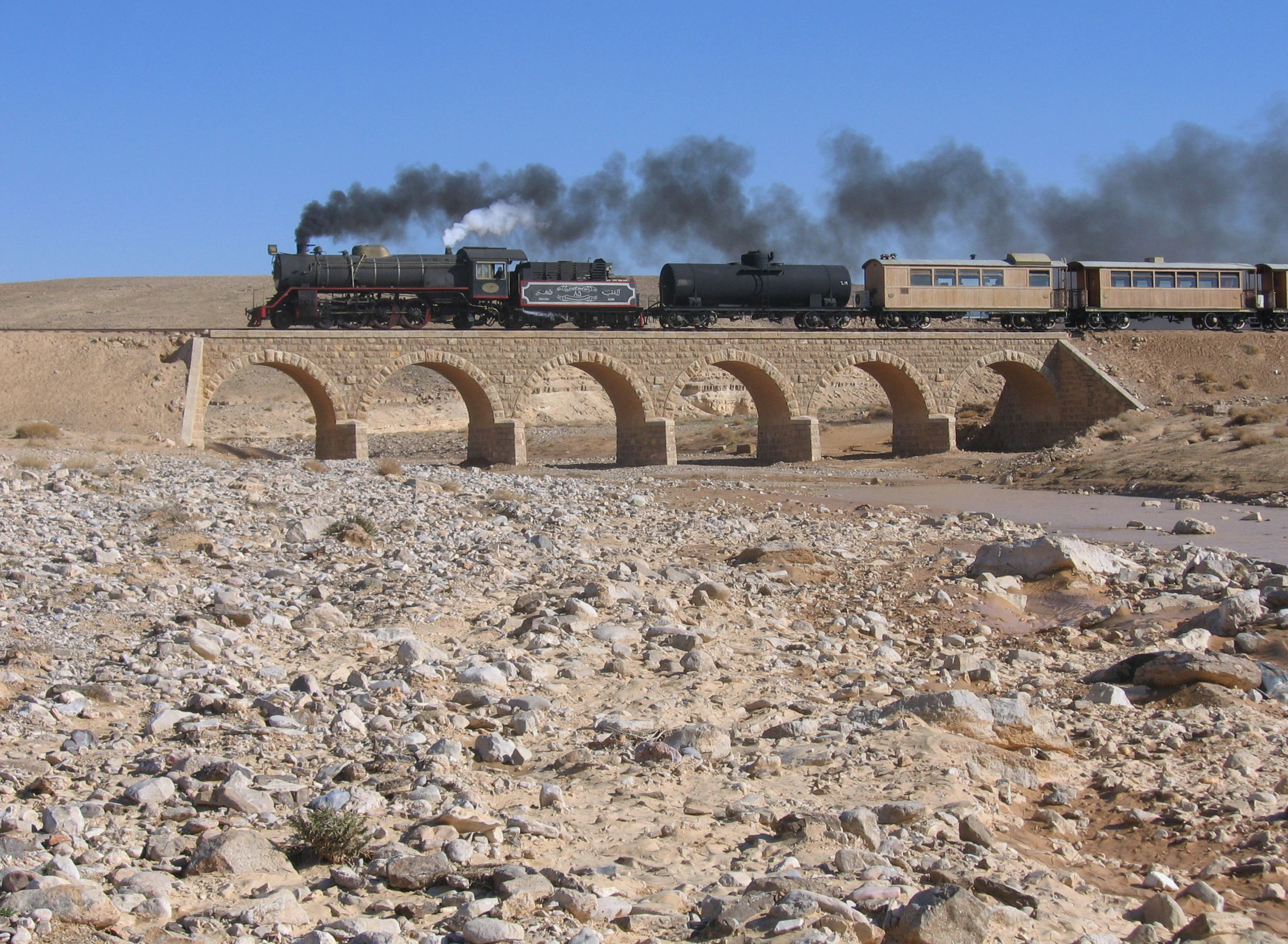
Hedschasbahn südlich von Amman, 2007

Der Bau der Hedschasbahn begann im Jahr 1900. Als Spurweite wurde die der D.H.P. gewählt (1050 mm), weil einerseits der osmanische Staat mit den Betreibern über eine Übernahme verhandelte – was scheiterte – und andererseits auf diese Weise unproblematisch Rollmaterial für den Neubau der Hedschasbahn nach Damaskus gefahren werden konnte – angesichts fehlender Straßen ein nicht zu unterschätzender logistischer Vorteil.
Die Hauptstrecke wurde bis zum Ausbruch des Ersten Weltkriegs zwischen Damaskus und Medina im heutigen Saudi-Arabien in Betrieb genommen. Eine weitere Strecke führte von der Hauptstrecke abzweigend nach Haifa.
Die Stammstrecke wird in ihrem in Syrien gelegenen Abschnitt befahren. Der historische Kopfbahnhof Damaskus-Kanawat aber wurde geschlossen. Auf seinem Gleisfeld entsteht ein Einkaufszentrum, in das auch ein unterirdischer Bahnhof integriert werden soll.
Normalspurnetz
Die erste Eisenbahnstrecke in Normalspur entstand 1902 zwischen Aleppo und Midan Ekbas an der heutigen syrisch-türkischen Grenze. Eine Erweiterung folgte 1906 in Richtung Hama.
Im Übrigen ist das 2460 km lange Normalspurnetz – mit Ausnahme des kurzen Abschnitts der Bagdadbahn ganz im Osten des Landes – verhältnismäßig neu. Das Netz entstand weitestgehend erst nach 1970 und wurde zunächst mit sowjetischer Hilfe errichtet.
- Die 750 km lange Strecke vom Hafen Latakia über Aleppo zu den Ölfeldern bei Kamechli im Nordosten wurde in Etappen zwischen 1974 und 1978 in Betrieb genommen.
- Dem Phosphattransport – das Abbaugebiet liegt in der Wüste rund um Palmyra – nach dem Hafen Tartus dient die 1980 eröffnete Strecke über Homs.
- Durch eine Zweigstrecke wurde 1983 auch die Hauptstadt Damaskus an das Normalspurnetz angeschlossen.
- Die 80 km lange Lücke am Mittelmeer zwischen Latakia und Tartus wurde 1992 geschlossen.
- Von Deir Ezzor sollte ab 1981 eine 150 km lange Strecke nach Abou Kemal und weiter Richtung Bagdad gebaut werden. Aus politischen Gründen stellte Syrien im Folgejahr die Arbeiten wieder ein, nahm sie aber jetzt wieder auf.

Projekte
- Die 203 km lange Linie von Deir Ezzor nach Palmyra existiert bisher nur auf dem Reißbrett.
- Parallel zur Hedschasbahn sollte ab 1996 eine für 160 km/h trassierte Strecke nach Dera’a und weiter nach Jordanien entstehen. Bis heute konnte Jordanien sich aber nicht zu einer Bauzusage entschließen.
- Ebenfalls noch Zukunftsmusik ist ein neuer unterirdischer Hauptbahnhof in Damaskus. Im Vorgriff darauf wurde der Kopfbahnhof Damaskus-Kanawat geschlossen.

Betrieb
Die Eisenbahnlinien Syriens sind eingleisig und nicht elektrifiziert.
Das Regelspurnetz wird durch die CFS, die syrische Eisenbahngesellschaft (Chemins de Fer Syriens), betrieben, das Schmalspurnetz durch die Hedschas-Bahngesellschaft. Betrieben wird vom Schmalspurnetz heute noch die Strecke Damaskus–Amman/Jordanien und von hier abzweigend die Strecke Dar’a – Muzeirib.
Iran liefert Güterwagen in großer Stückzahl.
Lokomotiven und Triebwagen
Von den vierachsigen französischen B&L-Lokomotiven der Reihe LDE 650 abgesehen, besteht der normalspurige CFS-Diesellokomotivenpark nur aus sechsachsigen dieselelektrischen Maschinen. Die Baureihen LDE 1200 (Baujahr 1972) und LDE 2800 (1974 bzw. 1984) stammen aus der Sowjetunion, die Reihe LDE 1800 (1976) von General Electric und die Reihe LDE 1500 von ČKD. Ab 1999 wurde der überalterte Lokomotivbestand durch die Lieferung von 30 französischen Alstom-Lokomotiven („Prima“) verjüngt. Nach der Jahrtausendwende begann die CFS mit einem Modernisierungsprogramm für die Reihe LDE 2800, die mit General Electric-Dieselmotoren ausgerüstet wird.
Für den Verkehr zwischen Damaskus und Aleppo wurden 2006 fünf fünfteilige Triebwagen für eine Höchstgeschwindigkeit von 160 km/h aus koreanischer Produktion geliefert.
Personenverkehr
Infolge des starken Konkurrenzdrucks von der Straße ist das Reisezugangebot der CFS gering. Täglich verkehren zwischen 16 und 20 Reisezüge auf einem Teilnetz. Die Fahrgastzahlen tendieren aber aufwärts. Es gibt internationale Verbindungen nach Jordanien, in die Türkei und nach Iran. Der zweimal wöchentlich verkehrende Reisezug Damaskus–Amman ist das einzige reguläre Angebot der beiden Bahnen im Personenverkehr, wobei der Zuglauf an der Grenze in Dar’a gebrochen wird, damit die Fahrzeuge noch am selben Tag zum Ausgangsbahnhof zurückkehren können.
Der größte Teil der Reisezugwagen stammt aus der früheren DDR, ein kleinerer aus Rumänien. Der Wagenpark wird nach und nach bei Wagon Pars in Iran modernisiert.

### Flugverkehr

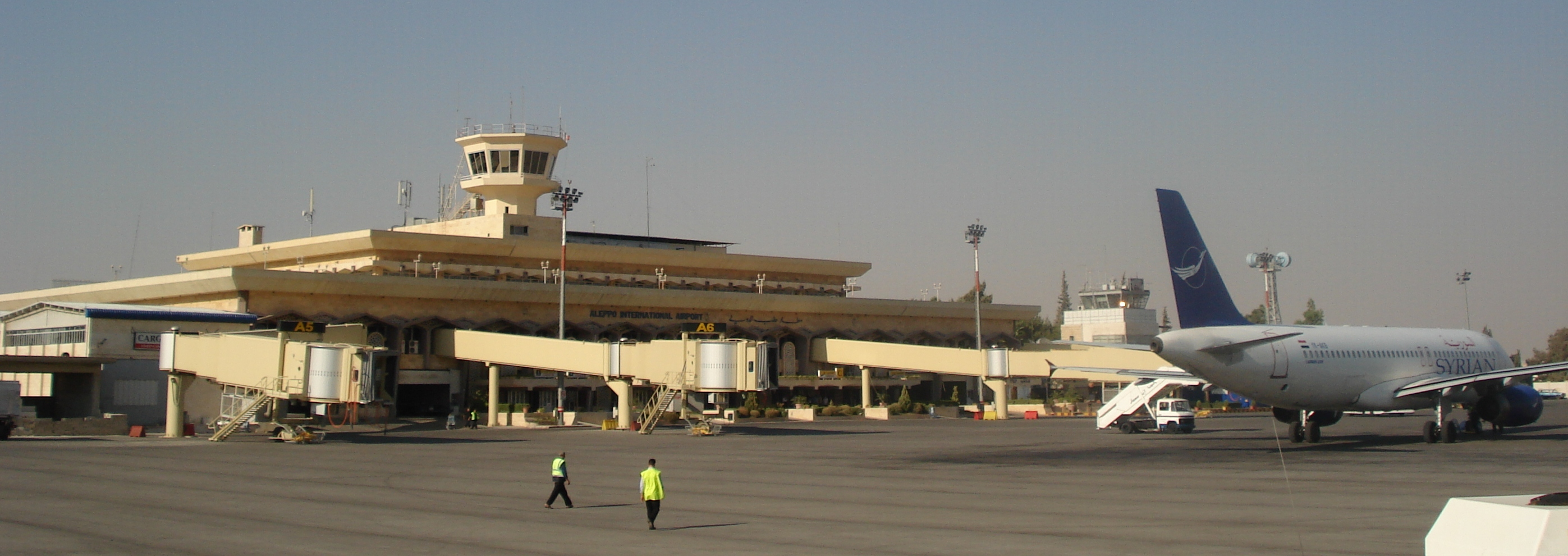
Flughafen von Aleppo

Syrien verfügt über sechs Flughäfen, von denen die Flughäfen von Damaskus, Aleppo und Latakia internationale Verbindungen bieten.
Die syrische Fluggesellschaft Syrian Arab Airlines fliegt nationale und internationale Ziele in Europa, Afrika und Asien an. Die private Fluggesellschaft Cham Wings Airlines fliegt von Damaskus aus die Ziele Bagdad, Nadschaf, Malmö, Scharm El-Scheich und Dschidda an, darüber hinaus im Charterverkehr saisonal Ziele wie Antalya.

## Kultur
Syrien ist ein Land mit einer außergewöhnlichen Kulturlandschaft, geprägt von einer Jahrtausende alten Geschichte. Es wurde von vielfältigen Kulturen beeinflusst, die durch die Region zogen oder im Land einheimisch waren. Die Menschen, die in der Region kamen, brachten ihre Sprachen, Traditionen, Geschichten, ihren Glauben, ihre Musik und kulinarischen Praktiken mit.
Einige der ältesten Staaten der Welt entstanden auf dem Territorium des heutigen Syrien und wurden zur Wiege der alten Kulturen in der Region. Die kulturellen und künstlerischen Errungenschaften der alten Kulturen sind hier zahlreich. Archäologen haben herausgefunden, dass die Kulturen auf dem Gebiet des heutigen Syrien mit denen in Mesopotamien und Ägypten konkurrierten, insbesondere um Mari (heute Tell Hariri) im Osten, sowie Ebla (heute Tell Mardikh) und Ugarit im Norden Syriens. Die Schriftgelehrten der Stadt Ugarit (heute Ras Shamra) schufen im 14. Jahrhundert v. Chr. ein Keilschriftalphabet. Ugaritische Schrift ist formal eine Keilschrift, hat aber die Struktur einer Konsonantenschrift. Das Keilschriftalphabet aus Ugarit wurde in der Reihenfolge geschrieben, die wir heute in den modernen Sprachen verwenden, jedoch mit anderen Zeichen, die ihren Ursprung in der phönizischen Schrift haben.
Die Wissenschaftler und Kulturträger der Alten Welt, die aus den Kulturzentren auf dem Gebiet des modernen Syrien stammten, haben einen wesentlichen Beitrag zur Entwicklung der hellenistischen, römischen und byzantinischen Kulturen geleistet. So war Cicero der Schüler von Antiochos von Askalon. Und die Werke vom griechischen Philosophen, Geschichtsschreiber und Universalgelehrten Poseidonios aus Apameia am Orontes haben Livius und Plutarch beeinflusst. Aus der Region stammen der antike Satiriker Lukian von Samosata, römische und byzantinische Historiker Herodian, Ammianus Marcellinus, Johannes Malalas, Johannes von Ephesos, Josua Stylites, Yahya von Antiochia. Die christlichen Theologen Michael der Syrer, Paul von Samosata, Johannes Chrysostomos, Ephräm der Syrer und Johannes von Damaskus sind ebenfalls bekannt.
Der Islam wurde in Syrien verbreitet, nachdem die Verfechtern der Lehre Mohammeds im Laufe der ersten Hälfte des 7. Jahrhunderts auch Syrien erobert hatten. Damaskus wurde 661 zum Sitz der Kalifen und zur Hauptstadt des Arabischen Kalifats unter den Umayyaden. Am Hof der Kalifen arbeitete der bedeutende arabische Dichter Abu Tammam, Verfasser einer Sammelschrift früharabischer Gedichte, die unter dem Namen Hamasa bekannt ist.
Einen wesentlichen Beitrag zur Entwicklung der arabischsprachigen Kultur leisteten der Dichter al-Buhturi, Dichter und Staatsmann Abu Firas al-Hamdani, Philosoph und Dichter Abū l-ʿAlāʾ al-Maʿarrī. Im 12. Jahrhundert lebte in Syrien der berühmte arabische Schriftsteller, Dichter, Politiker und Diplomat Usama ibn Munqidh, Autor der autobiografischen Chronik «Buch der Belehrung durch Beispiele» – eine wertvolle Quelle für die Geschichte der Kreuzzüge.

### Musik
Die bronzezeitliche Stadt Ugarit, auf dem Territorium des heutigen Syrien, ist nach wissenschaftlichen Studien der letzten Jahrzehnte nicht nur die Heimat des Alphabets, sondern auch der musikalischen Notation. Eine Analyse der Notationsabschnitte der „hurritischen Hymnen“ aus Ugarit zeigt, dass die diatonische Tonleiter von 7 Noten vor mehr als 3000 Jahren existierte.

#### Traditionelle Musik
Die moderne traditionelle syrische Musik ist eine Mischung aus verschiedenen aufeinanderfolgenden Kulturen, insbesondere aus Syrien und der Türkei, die vom Tacht, dem Orchester der nahöstlichen Musik, gespielt wird. In Syrien besteht das Tacht aus Oud, Kanun, Kamantsche (oder jetzt alternativ Violine), Nay, dem Riqq und Darbuka. Traditionelle Musikstile und Lieder, hauptsächlich bekannt als Al-Qudoud al-Halabiya (Weltkulturerbe), sind immer noch weit verbreitet. Ihre Themen sind meist Liebe, Sehnsucht und Spiritualität. Einige der Lieder gehen auf das syrische kollektive Gedächtnis zurück, andere gehören bestimmten Interpreten wie Abu Khalil al-Qabbani, der eine Sammlung von Liedern schrieb, die noch heute im Umlauf sind. Einige von ihnen wurden im Laufe des zwanzigsten Jahrhunderts von Künstlern wie Sabri Moudallal und Sabah Fakhri neu interpretiert.
Syrien hat viele panarabische Stars hervorgebracht, darunter Asmahan sowie Farid el Atrache. Moderne Stile zeitgenössischer Musik sind ebenfalls populär. Eine Reihe moderner Künstler, wie Assala Nasri, Nassif Zeitoun oder die Sängerin Lena Chamamyan haben in der arabischen Welt große Erfolge erzielt.

#### Zeitgenössische klassische Musik
Zeitgenössische klassische Musik in Syrien ist mit den Namen von Solhi al-Wadi und Nouri Iskandar fest verbunden. In den 1960er Jahren hat Solhi al-Wadi sich das Ziel gesetzt, eine professionelle zeitgenössische klassische Musik- und Kunstszene in Syrien aufzubauen. Er begann mit der jüngeren Generation und widmete sich in den ersten Jahren der Unterrichtung von Kindern und Jugendlichen. Gleichzeitig knüpfte er wichtige Beziehungen ins Ausland, z. B. zur ehemaligen Sowjetunion, von wo er qualifizierte Musiker holte, die am neu gegründeten Arab Institute of Music in Damaskus unterrichten sollten. 1967 organisierte er ein professionelles Kammerorchester aus Studenten und Dozenten des Instituts. Mit ehrgeizigen Bemühungen gelang es Solhi al-Wadi 1990, die Hochschule für Musik in Damaskus zu eröffnen. 1993 gründete er das Syrische Nationale Symphonieorchester.
Mit Nouri Iskandar hat die syrische Musiklandschaft einen weiteren bedeutenden Musikwissenschaftler und Komponisten hervorgebracht. Iskandar hat sich auf syrische Sakral- und Volksmusik spezialisiert. Seine tiefergehende Forschung der arabischen maqamāt befähigte syrische Komponisten einzigartige Musikstücke durch die Verschmelzung alter Melodien mit zeitgenössischen Vertonungen hervorzubringen, die weltweit geschätzt werden.
Zu den syrischen Komponisten des 20. Jahrhunderts, die einen wichtigen Beitrag zur Entwicklung der syrischen Musik geleistet haben, gehören Diaa al-Sukkari, Walid al-Hajjar, Nuri Ruheibany, François Rabbath. Die neuen Musikinstitutionen des Landes haben eine ganze Generation von Musikern hervorgebracht, die mit ihren eigenen Werken die Musiklandschaft Syriens und darüber hinaus bereichern. Die bedeutendsten Vertreter der sogenannten zweiten Generation syrischer Komponisten an der Wende vom 20. zum 21. Jahrhundert sind Musiker und Komponisten wie Shafi Badreddin, Kareem Roustom, Raad Khalaf, Kinan Azmeh, Hassan Taha, Zaid Jabri und Basilius Alawad.

### Feiertage
In Syrien gibt es sowohl staatliche als auch religiöse Feiertage. Grundlage für die staatlichen Feiertage ist dabei, wie in mittlerweile fast allen arabischen Ländern, der Gregorianische Kalender, der aus muslimischer Sicht oft fälschlich als christlich konnotiert wird.
Für die islamischen Feiertage gilt die Hidschra-Zeitrechnung nach dem Mondkalender. Da das Mondjahr elf Tage kürzer ist als das Sonnenjahr, „wandern“ die islamischen Feiertage jedes Jahr entsprechend „nach vorn“.

### Syrische Esskultur

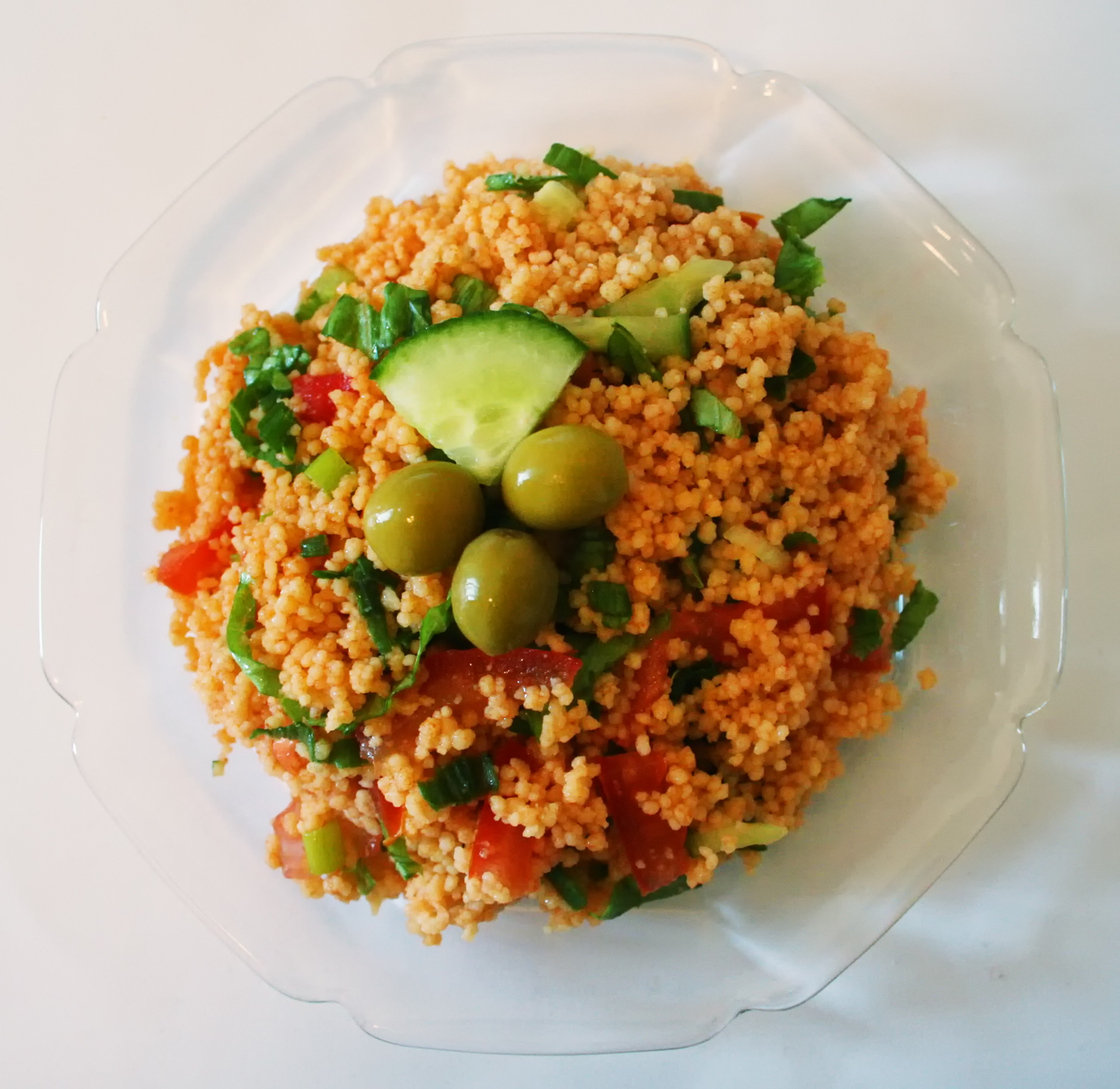
Bulgur
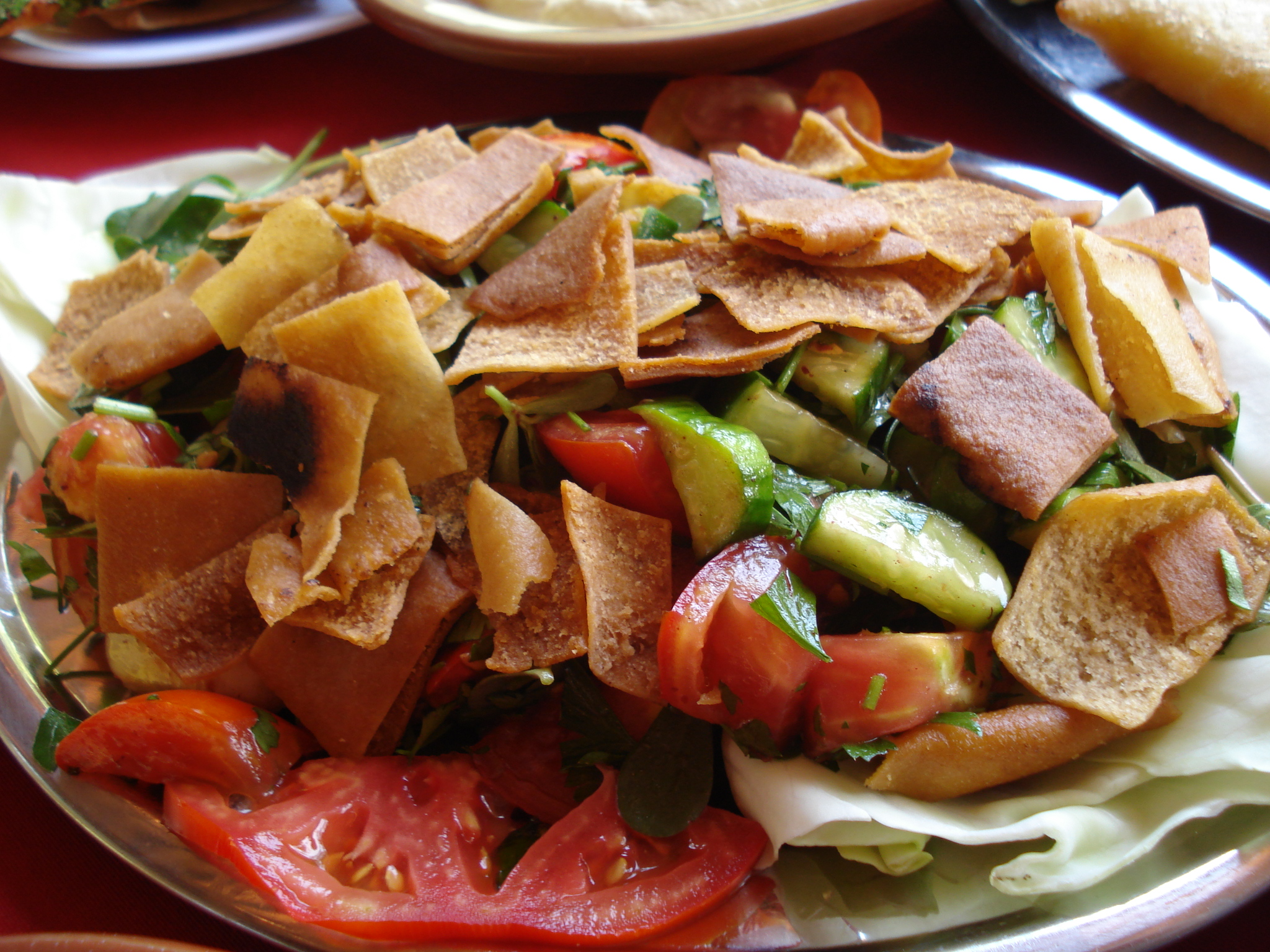
Fattoush
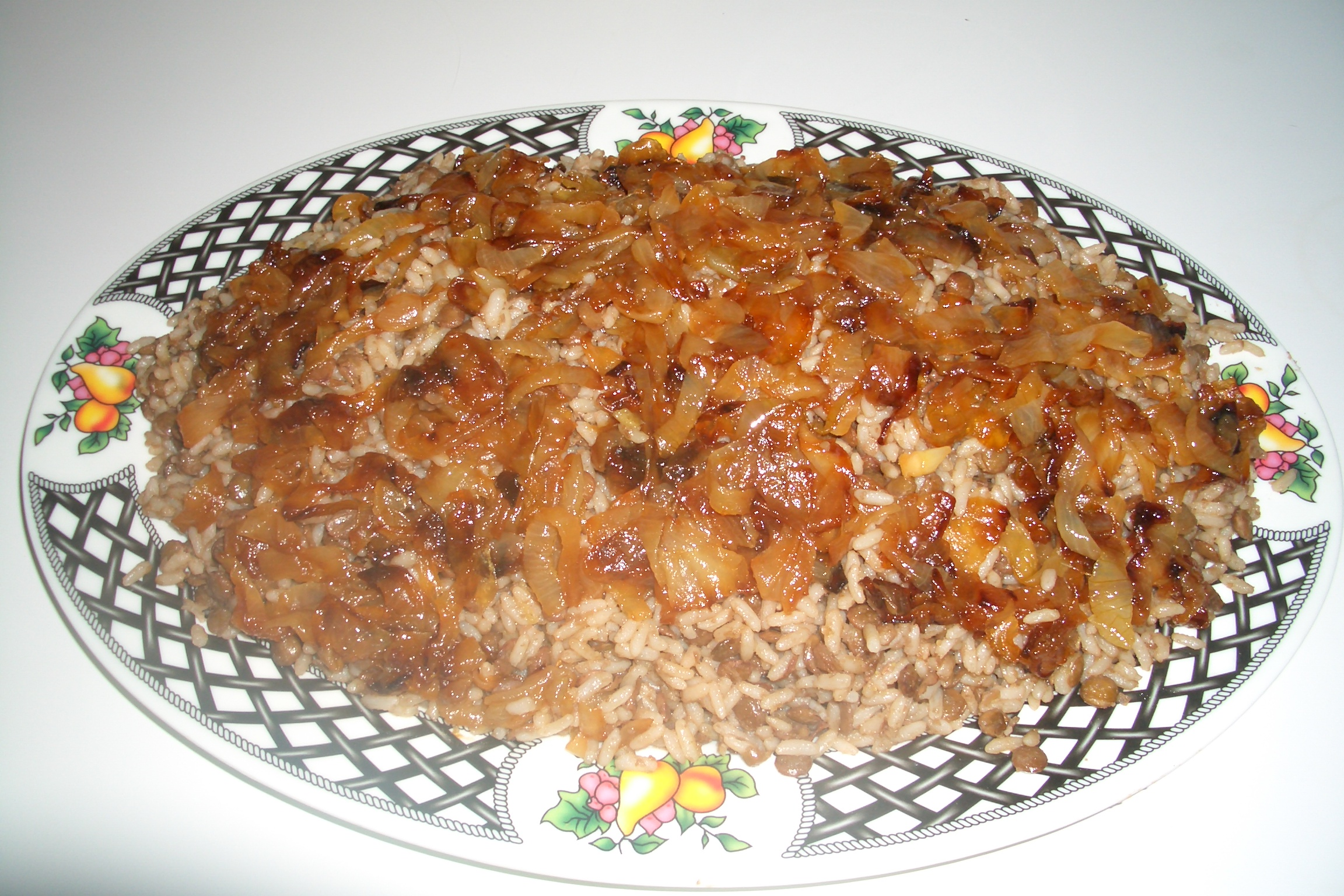
Mujaddara
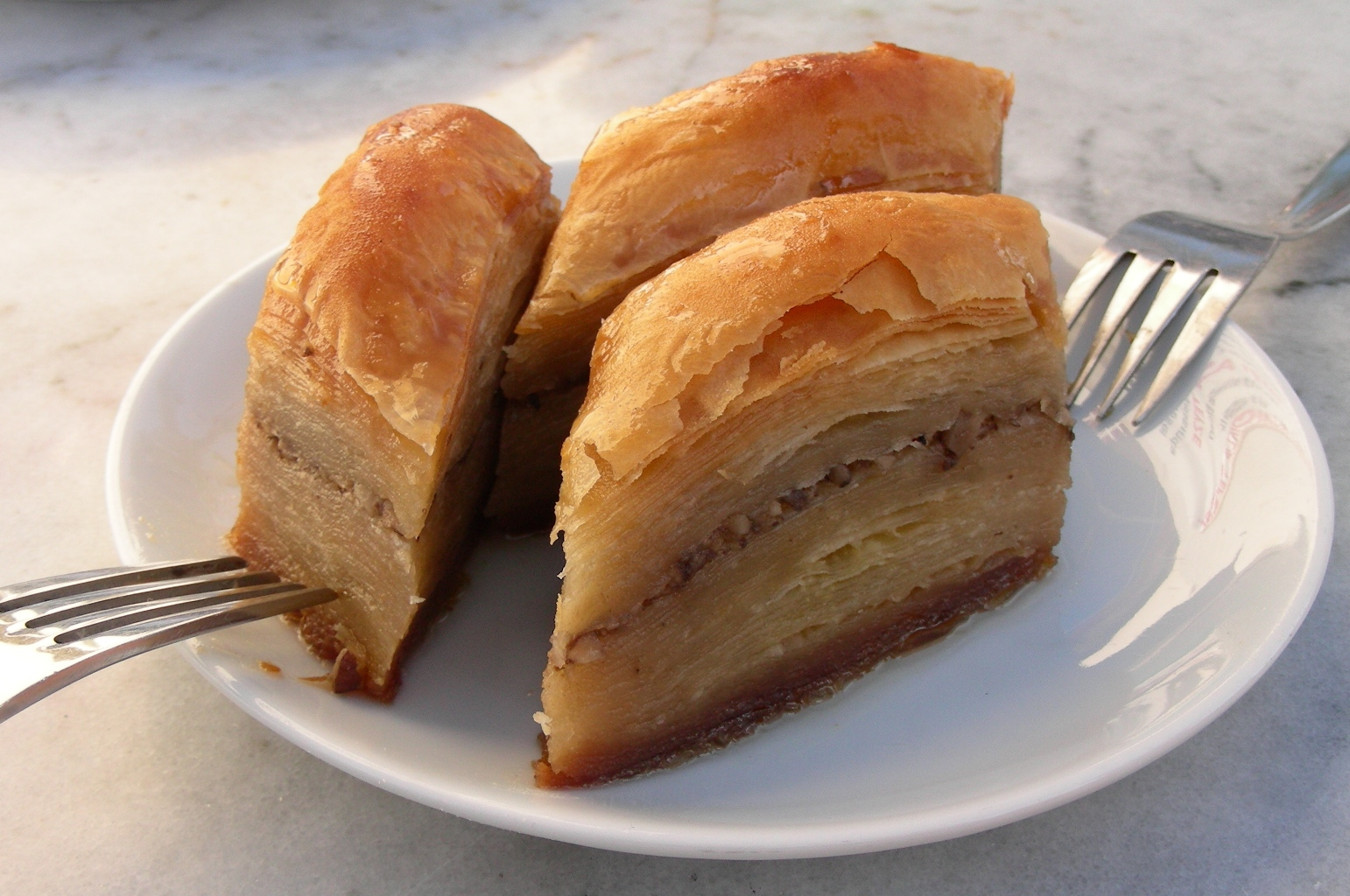
Baklava
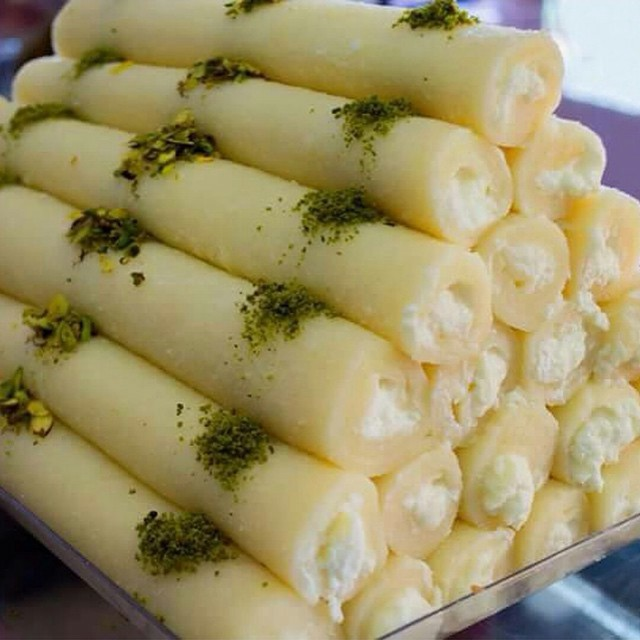
Halauiet al schbn

Die syrische Küche ist vielfältig regional geprägt. Die Gerichte spiegeln die Einflüsse von Gerichten der umgebenden Länder, der Türkei, Griechenlands und des Nahen Ostens und der Mandatsmacht Frankreich wider. Wichtige Gerichte sind Falafel, Makloube, Mehshi, Manakish, Bulgur, Kibbeh, Hummus, Taboulé, Fatousch, Laban, Schawarma, Mujaddara, Shanklish, Pastırma, Sucuk und Baklava.
Getränke in Syrien sind Schwarzer Tee, Türkischer Kaffee, Ayran, Dschallab aber auch Arak und Wein.

### Medien
Die wichtigsten Tageszeitungen sind unter anderem die Parteizeitungen al-Baath und ath-Thaura, die private al-Watan, Tishrin, al-Dschamahir al-Arabia, al-Fida sowie die englischsprachige Syria Times.
Die Nichtregierungsorganisation Reporter ohne Grenzen beurteilt die Lage der Pressefreiheit in Syrien als „sehr ernst“. Die syrischen Behörden verweigern Journalisten und unabhängigen Beobachtern die Einreise ins Land. Auch syrische unabhängige und oppositionelle Journalisten wurden des Landes verwiesen oder verhaftet.
Im Jahr 2017 sind vier Online-Aktivisten und Bürgerjournalisten in Syrien getötet worden. Laut dem Bericht von Reporter ohne Grenzen steht der Tod der Opfer in direktem Zusammenhang mit deren journalistischer Tätigkeit. Außerdem sind 15 Online-Aktivisten und Bürgerjournalisten in Haft.

### Sport
Special Olympics Syrien wurde gegründet und nahm mehrmals an Special Olympics Weltspielen teil.

### Bücher
- Michael Lüders: Die den Sturm ernten: Wie der Westen Syrien ins Chaos stürzte. C.H.Beck, München 2019, ISBN 978-3-406-70780-3.
- Thomas Collelo: Syria : a country study. Federal Research Division, Washington, D.C. 1988. (online)
- Lothar Beckel: Syria Space Image Atlas. Hrsg.: (GORS) General Organization of Remote Sensing, Damascus, Syrian Arab Republic. Prisma Verlag GmbH, München / Salzburg 1996, ISBN 3-85313-018-6 (englisch, arabisch).
- Alan George: Syria – Neither Bread Nor Freedom. London 2003, ISBN 1-84277-212-0.
- Daniel Gerlach: Herrschaft über Syrien. Macht und Manipulation unter Assad. Edition Körber-Stiftung, Hamburg 2015, ISBN 978-3-89684-164-3. (Rezension)
- Kristin Helberg: Brennpunkt Syrien. Einblick in ein verschlossenes Land. Herder Spektrum, Freiburg im Breisgau 2012, ISBN 978-3-451-06544-6.
- Fred H. Lawson (Hrsg.): Demystifying Syria. The London Middle East Institute at SOAS, London 2009, ISBN 978-0-86356-654-7.
- Bernd Lemke (Hrsg.): Irak und Syrien (= Wegweiser zur Geschichte). Im Auftrag des Zentrums für Militärgeschichte und Sozialwissenschaften der Bundeswehr. Schöningh, Paderborn 2016, ISBN 978-3-506-78662-3.
- Flynt Levert: Inheriting Syria – Bashar’s Trial by Fire. Washington D.C. 2005, ISBN 0-8157-5204-0.
- Volker Perthes: Geheime Gärten – Die neue arabische Welt. Siedler, Berlin 2002, ISBN 3-88680-747-9.
- Michael Sommer: Syria. Geschichte einer zerstörten Welt. Klett-Cotta, Stuttgart 2016, ISBN 978-3-608-94977-3.
- Arthur Ruppin: Syrien als Wirtschaftsgebiet. In: Der Tropenpflanzer; Beiheft 3/5. 1916. Berlin 1916, S. 179 – 555, urn:nbn:de:hebis:30:1-129200 (Digitale Sammlung Judaica der Universität Frankfurt [abgerufen am 5. Oktober 2014]).
- Anne-Béatrice Clasmann: Der arabische (Alb-)Traum. Aufstand ohne Ziel. 2. Auflage. Passagen Verlag, Wien 2016, ISBN 978-3-7092-0217-3 (Passagen Thema), S. 215–252 („Die syrische Tragödie“)

### Aufsätze
- Bawar Bammarny: The Legal Status of the Kurds in Iraq and Syria. In: Constitutionalism, Human Rights, and Islam After the Arab Spring. Oxford University Press, S. 475–495.
- Shmuel Bar: Bashar’s Syria – The Regime and its Strategic Worldview. In: Comparative Strategy. Band 25, Nr. 5, 2006, Special Issue, S. 353–445.
- Nadja Thoma: Syrien – zwischen Beständigkeit und Wandel: gesellschaftliche Strukturen und politisches System. Schriftenreihe der Landesverteidigungsakademie, 6/2008 (Artikel online lesen; PDF; 1,3 MB)
- Themenheft: Syrien Endspiel. Inamo 70, Sommer 2012
- Ulrike Freitag: Syrien in der ersten Hälfte des 20. Jahrhunderts. In: Jürgen Osterhammel (Hrsg.): Asien in der Neuzeit 1500–1950. Frankfurt 1994, ISBN 3-596-11853-0, S. 143–159 und 182–185.
- Sami Moubayed: Syria's Forgotten First President Mohammad Ali al-Abed, in: British Journal of Middle Eastern Studies 41 (2014) 419–441 (erster syrischer Präsident).